# Római katolikus egyház
A római katolikus egyház   (latinul: Ecclesia Catholica) vagy saját szóhasználatában Római Katolikus Anyaszentegyház  a világ legnagyobb keresztény felekezete. Kétezer éves történelmével a katolikus egyház a világ egyik legősibb, máig fennmaradt vallási intézménye. A Föld népességének mintegy 31,5 százaléka, 2,2 milliárd ember keresztény. A keresztények fele római katolikus, 37 százalékuk protestáns, 12 százalékuk pedig ortodox felekezet tagja.
A 11. században Kelet és Nyugat közötti eltérő világi befolyásoltság miatt az egyház megoszlott keleti egyházra és nyugati, latin katolikus egyházra. 22 keleti katolikus egyház maradt meg Róma közösségében, vagy később újraegyesültek vele. Így összesen 2782 részegyházra osztódik a katolikus egyház.
A pápa, azaz Róma püspöke az egész katolikus egyház legfőbb pásztora, akinek hit, erkölcs és engedelmesség kérdésében, illetve az egyház kormányzásában teljes, legfelsőbb és egyetemes hatalma van. Az egyházi közösség világi hívőkből, hierarchiát alkotó felszentelt klerikusokból, valamint szerzetes közösségek tagjaiból áll.
A katolikus egyház küldetése Jézus Krisztus örömhírének, az evangéliumnak a hirdetése, a szentségek kiszolgáltatása, valamint a felebaráti szeretet gyakorlása. Az eucharisztia, amely a hét szentség egyike, minden katolikus szentmise középpontja. Ezen kívül a világ minden részén működtet szociális programokat és intézményeket, úgymint iskolákat, egyetemeket, kórházakat, missziós telepeket, menedékhelyeket, valamint olyan szervezeteket, mint például a Nemzetközi Karitász – aminek tagja a magyarországi Katolikus Karitász is –, amelyek a szegényeken, a családokon, időseken, vagy betegeken segítenek.
A katolikus egyház – az apostoli utódlás által – annak a keresztény közösség folytatásának vallja magát, amelyet Jézus Krisztus alapított, és amelyet Szent Péter apostol vezetésére hagyott. Tantételeit legnagyobbrészt egyetemes zsinatokon határozta meg. 
A katolikus tanítások a Biblián (Ószövetség és Újszövetség), valamint az apostoli korban átadott szent hagyományon alapulnak, amelyeket tanítói tekintély magyaráz. Ezek a tanítások röviden az apostoli hitvallásban, részletesen a Katolikus Egyház Katekizmusában vannak kifejtve. A hivatalos katolikus istentiszteletet, azaz a liturgiát, a hagyományokat figyelembe véve egyházilag szabályozzák. A katolikus egyházon belül hat különböző rítus van, amelyek további változatokra vagy formákra oszlanak. A leggyakoribb a római rítus, amely két formában (rendes és rendkívüli) mutatható be.
A nyugati civilizáció történetében legkorábban a 4. századtól kimagasló szerepet játszott. Más vélemény szerint a tudomány haladásának fékezője, a katolikus dogmatikával szembemenő teológusok, pl. Giordano Bruno elevenen megégetése (Róma piacterén, 1600-ban), illetve hatalmi érdekeiből kifolyólag a középkori rend konzerválója, a polgári társadalom kialakulásának ellenzője (A francia forradalomban nagy hangsúlyt kap az egyházi kiváltságok eltörlése, az 1848–49-es forradalom és szabadságharcban a klérus testületileg az osztrák császári oldalon állt a magyar felkelőkkel szemben, nem véletlenül, a 12 pont foglalkozott a vallási egyenlőséggel is).
A katolikus egyház fenntartja, hogy a Krisztus által alapított „egy, szent, katolikus és apostoli anyaszentegyház” csak a katolikus egyházban áll fenn, és korábban vallotta hogy az egyházon kívül nincs üdvösség, ma, a II. vatikáni zsinat után elismeri, hogy a Szentlélek más keresztény közösségek által is elvezetheti az embereket az üdvösségre. Az Egyház azt tanítja, hogy a Szentlélek mindenkit arra hív, hogy minden keresztény munkálkodjon azon, hogy megvalósuljon közöttük a teljes egység – ezt nevezik ökumenizmusnak. A katolikus egyháznak olyan modern kihívásokkal kellett szembenéznie, mint a szekularizmus terjedése, az abortusz, a fogamzásgátlás, valamint az eutanázia.

## Elnevezései

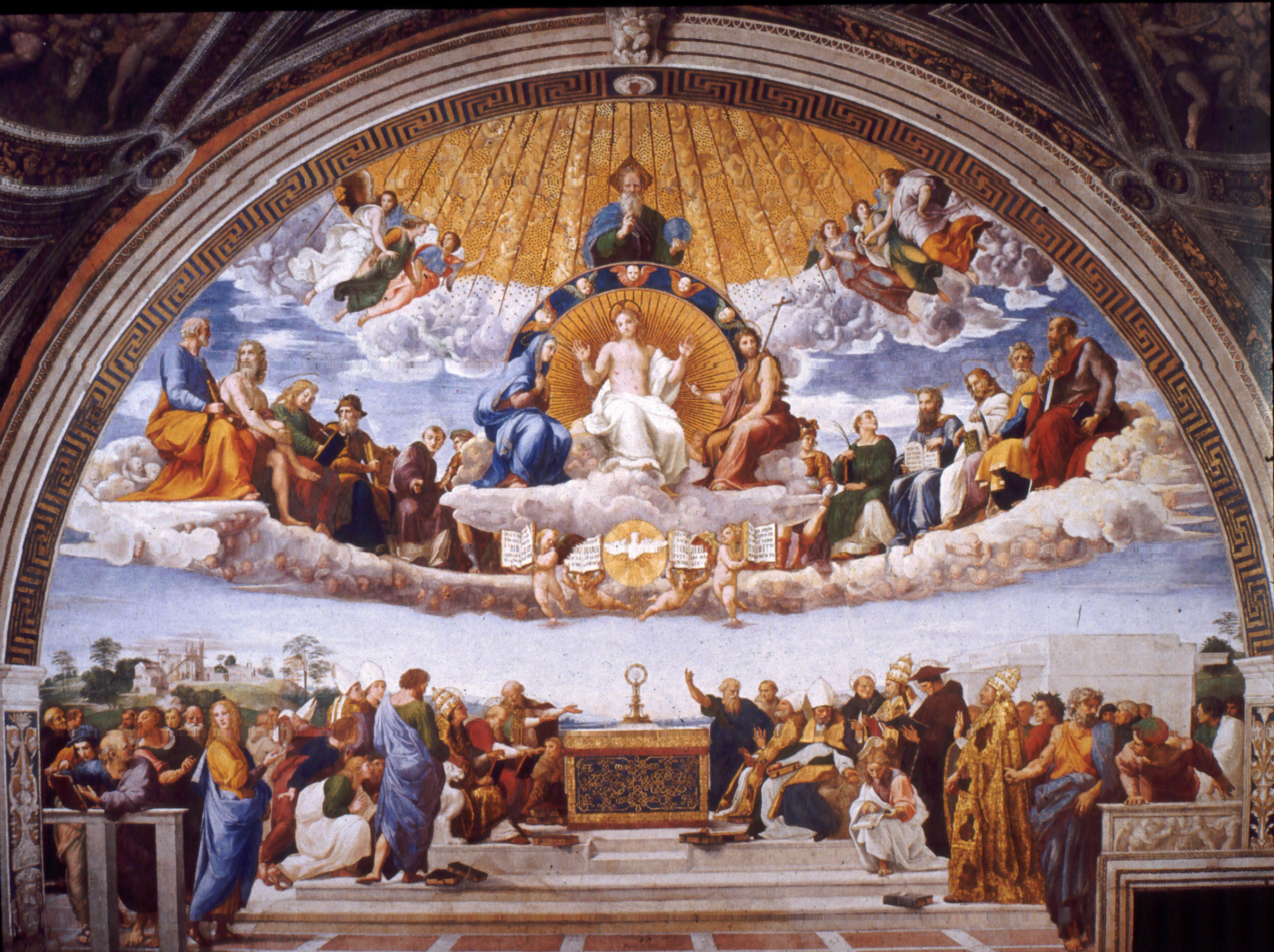
Raffaello Sanzio: A szentháromság diadala. Vatikán, Stanza della Segnatura
A legfelső égi ív szélein a négy arkangyal, kerubok és középen az Atyaisten van ábrázolva. Ezt az ívet az alatta lévővel emblémaszerű, háromalakos kép (Deézisz) kapcsolja össze: Jézus Krisztus a trónján ül, Mária és Keresztelő János között.
Az alsó íven balról Szent Péter, Ádám, Szent János evangélista, Dávid, Szent István vértanú és Jeremiás próféta. A jobb oldalon balról Judás Makkabeus, Szent Lőrinc, Mózes, Szent Máté, Ábrahám és Szent Pál.
A földön ábrázolt jelenet szereplői egyházatyák, pápák

A „katolikus" szó további magyarázatához lásd a Katolicizmus szócikket!
A görög szó (katholikosz) a kereszténységen kívül „általános”-t vagy „egyetemes”-t jelent. A keresztény irodalomban először Antiochiai Szent Ignác szmirnaiakhoz írt levelében (Kr.u. 110) találkozunk vele mint az Egyház elfogadott ismertetőjegyével. Ebben a püspökkel szembenálló skizmatikus eucharisztikus közösség ellen érvel: „Azt az eucharisztiaünneplést fogadják el hitelesnek, amelyet a püspök vagy megbízottja vezet. Ahol a püspök jelen van, ott legyen a (keresztény közösség) teljessége is; hasonlóképpen, ahol Jézus Krisztus van, ott van a Katolikus Egyház is.” (8,1–2). Itt a „katolikus” jelző valószínűleg az „igaz” Egyházat jelenti, de az igaz Egyház egyetemességére is utal. Az igaz Egyház ugyanis egyetemességre törekszik: a hívők teljességét akarja magában foglalni. A Szent Polikárp szmirnai püspök vértanúságáról szóló levél (2. század közepe) a „katolikus” kifejezést „egyetemes” értelemben használja (8,1), majd Alexandriai Szent Kelemennél (Strom 7,17) és Tertullianusnál (De Praescriptione 26,9; 30,2) az ignáci értelemhez áll közel: az igaz Egyházat jelenti az eretnek csoportokkal szemben. A 3. századtól kezdve a két jelentés egybefonódott, és a „katolikus” egyszerre jelentett „igaz” és „egyetemes” egyházat. Később az Egyház katolicitása azt jelentette, hogy (1) földrajzilag egyetemes, amennyiben az egész földre kiterjed; (2) antropológiailag egyetemes, amennyiben minden népet és társadalmi osztályt magában foglal. Teljessége pedig abban áll, hogy (1) az igazság teljességét tanítja; (2) minden bűnből kigyógyít, (3) minden erényre megtanít, és a Szentlélek minden ajándékát kiárasztja a lelkekre.
Az egyház hivatalos neve: Katolikus Egyház, viszont a köznyelvben gyakran római katolikus egyházként vagy római egyházként utalnak rá. Ez a kifejezés azonban kétértelmű is lehet, ugyanis lehet alatta a teljes katolikus egyházat is érteni, beleértve a keleti katolikus egyházakat is; de néhol ez csak a római, azaz a latin rítusú katolikus egyházra vonatkozik, megkülönböztetve azt a katolikus egyház keleti részegyházaitól, sőt akár jelentheti csak a római egyházmegyét vagy Róma városának egyházközösségét is. Az első esetben a „római” jelző Róma püspökére, a pápára utal, hogy kifejezze az egész katolikus egyház közösségét és egységének alapját vele. A jelző a reformáció korától vált a köznyelv, sőt a teológiai nyelv részévé, amikor a Rómától elszakadt, de magukat „protestáns katolikusoknak" nevező közösségek, mint például az anglikán egyház (angol katolikus egyház) így különböztette meg magát a „római katolikusoktól”. Ezt később a katolikusok is elkezdték használni – elsősorban apologetikus céllal – önmaguk megnevezésére, majd több helyen a polgári meghatározás is ezt vette át. A második esetben a „római” kifejezés csak a latin rítusú egyházmegyékre vonatkozik, hogy így tegyenek különbséget a keleti katolikus rítusúaktól. Ez az értelem elsősorban ott jellemző, ahol együtt élnek a különböző rítusú katolikusok – például Magyarországon is. A magyar köznyelvben tehát mindkét értelem szerint találkozhatunk a jelzővel, viszont a keleti egyházak tagjai sértőnek találhatják az olyan kifejezést, mint például „görög rítusú római katolikus”.

## Eredete

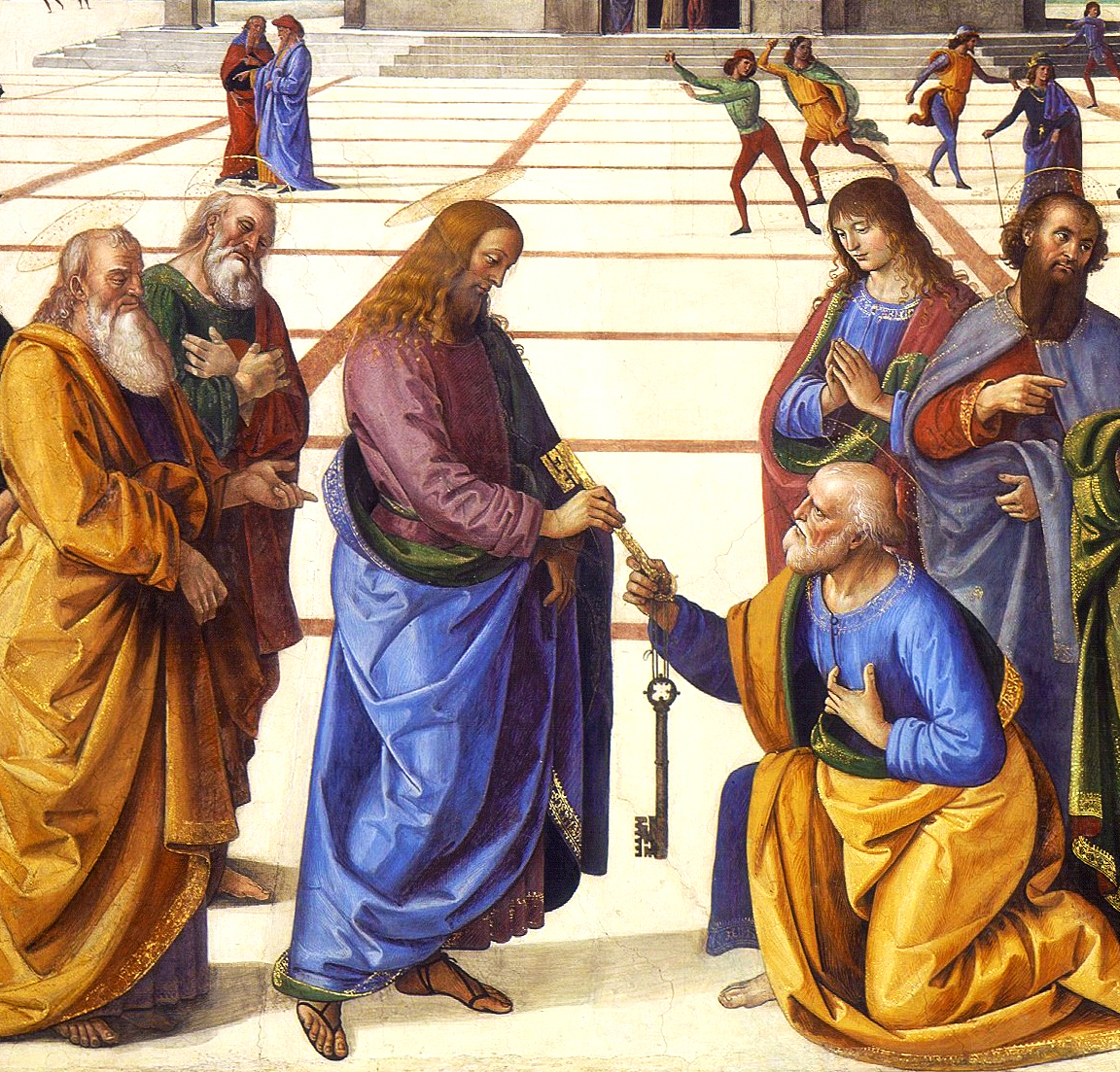
A Sixtus-kápolna egyik freskórészlete (Pietro Perugino, 1481–1482): Jézus átadja a mennyek országának kulcsait Szent Péternek

A katolikus egyház eredetét maga az egyház Jézusig és a tizenkét apostolig vezeti vissza. 
Az egyház püspökeit az apostolok utódainak tekinti, akik Krisztus nevében és hatalmával tanítanak, megszentelnek és kormányoznak, Róma püspöke, a pápa pedig Péternek, az apostolok vezetőjének az utódja, aki egyedül kapta meg a Mennyország kulcsait, s akit Jézus az egész nyáj pásztorává tett. Így a pápa „örök és látható princípiuma és alapja mind a püspökök, mind a hívők sokasága egységének”, akire mint sziklára az Egyház egész építménye épül. A katolikusok ennek alátámasztására Jézus szavait idézik Máté evangéliumából: „Péter vagy, erre a sziklára építem egyházamat… Neked adom a mennyek országa kulcsait. Amit megkötsz a földön, a mennyben is meg lesz kötve, s amit feloldasz a földön, a mennyben is fel lesz oldva.”
A nem katolikus történészek közül többen is alátámasztják, hogy a Katolikus Egyház alapjai és intézményei Jézus Krisztusra vezethetőek vissza,[vitatott] és már az első két században különböző esetekben sokan „Rómához mint a legfelsőbb apostoli tekintélyhez folyamodtak”. „Róma püspökei kezdettől fogva kitüntetett helyet foglaltak el az egyház szervezetében. Ebben nyilván szerepet játszott az a tény, hogy Róma első püspökeit maga Szent Péter nevezte ki. Szent Pál, az ősegyház másik meghatározó egyénisége szintén Rómában halt vértanúhalált, ilyenképpen tehát az ő tekintélye is a római püspököt erősítette.”. Henry Chadwick I. Kelemen pápa korintusiakhoz írt levelét bizonyítékául látja annak, hogy a Rómában elnöklő egyházi személynek tekintélye volt más egyházak felett, és a hiteles hagyomány megőrzésében és magyarázatában döntő szerepe volt. Más történészek ellentmondanak ezeknek a magyarázatoknak. Eamon Duffy például elismeri egy római keresztény közösség létezését, valamint, hogy Péter és Pál apostol Rómában „éltek, prédikáltak és haltak meg”, azonban nem lát bizonyosságot afelől, hogy az 1. század folyamán kormányzó püspöke lett volna Rómának, valamint az apostoli utódlás fogalmát is kétségbe vonja.
Gergely Jenő egyháztörténész kutatása alapján a püspöki intézmény, az episzkopális egyház a kereszténység első háromszáz évében még nem létezett, ezért római pápákról is csak ezután beszélhetünk, és csak ezután alakult ki a „többi püspök fölé emelkedő központi hatalom, az intézményesült, monarchikus pápaság”.

## Küldetés
Küldetése abban különbözik más keresztény felekezettől, hogy az egész, bibliai evangéliumi tanítást akarja átadni, nem hagy ki belőle egyetlen mondatot sem, mert az egyház szerint az zavarná a biblia és az evangélium egyetemességét és elsődlegesen Isten szándékát. Az egyetemességhez hozzátartozik az is, hogy a papok és hívők ne különféle elképzeléseket hirdessenek – netán eretnekségeket -, hanem ugyanazt, ennek okán a katolikus bibliát magyarázatokkal látták el. A katolikus egyház vallja, hogy küldetése Jézus csorbíthatatlan parancsán alapul, melyet kétezer év zsinatain értelmeztek, hangoltak össze mind Jézus kijelentéseivel, mind az Ószövetség tanításaival. Ebben rejlik a katolikus, azzaz egyetemes teológiája. Ezért az a küldetése, hogy értelmezze, összehangolja a Bibliában az összes kijelentést, és annak alapján határozza meg Isten általuk megismert igazságait és a hívők feladatait. Jézus meghagyta tanítványainak, hogy terjesszék a hitet szerte a világban: „Menjetek tehát, tegyétek tanítványommá mind a népeket! Kereszteljétek meg őket az Atya és a Fiú és a Szentlélek nevében, és tanítsátok meg őket mindannak a megtartására, amit parancsoltam nektek. S én veletek vagyok mindennap, a világ végéig.” XVI. Benedek pápa úgy foglalta össze a katolikus egyház küldetését, miszerint az egyház lényege a hármas feladatában mutatkozik meg: „Isten Igéjének hirdetése (kerygma-martyria), a szentségek ünneplése (leiturgia), a szeretet szolgálata (diakónia)”. A történelmet átívelő szeretetszolgálat részeként a katolikus egyház ma is olyan sokrétű intézményeket tart fenn – mint például a nemzeti karitászokat egybe tömörítő Nemzetközi Karitász, a Catholic Relief Services (Katolikus Segélyszervezetek), katolikus iskolák, egyetemek, kórházak, óvóhelyek stb. –, amelyek a szegényeket ugyanúgy segítik, mint a családokat, az időseket és más rászorultakat. Jézus ígérete alapján és az egyház történelmében történt események ellenére a katolikus egyház vallja, hogy hit és erkölcs tanításában a Szentlélek vezeti, és megőrzi minden tanítói tévedéstől.

## Egyházszervezet és közösség
A katolikus egyházban minden hívő a keresztség révén – mellyel beépül Krisztus Testébe – részesedik Krisztus egyetlen papságából, azaz az egyetemes (általános) papság tagja, de a szerepek és a karizmák („kegyelmi ajándékok”) különbözőek. Így a katolikus egyházban megkülönböztetik a „szolgáló papságot”, azaz az egyházi rendet (klérus) a világi hívektől, azaz a laikusoktól. Ezt a felosztást Jézustól származtatják, aki kiválasztotta és különleges hatalommal ruházta fel a tizenkét apostolt, s akik felszenteléssel további férfiakat választottak ki, hogy 1.) Isten népét tanítsák (tanítói, igehirdető feladat); 2.) az istentisztelet és a szentségek által megszenteljék (a megszentelés feladata); 3.) és az egyház tagjait Krisztus nevében vezessék, irányítsák (a kormányzás feladata).

Bár a katolikus egyház Jézust tekinti legfelsőbb lelki vezetőjének, a földi egyházszervezet legfőbb pásztora – Krisztus földi helytartójaként – Róma püspöke, a pápa, akinek hit, erkölcs és engedelmesség kérdésében, illetve az egész egyház kormányzásában teljes, legfelsőbb és egyetemes hatalma van. Mivel Jézus Szent Pétert a többi apostol fölé emelte, ezzel a katolikusok szerint a pápai szolgálat alapját vetette meg. (A pápa egyik latin elnevezése: servus servorum Dei = Isten szolgáinak szolgája.)

A római Szent Péter-bazilika Michelangelo által tervezett kupolájával a világ egyik leghatalmasabb temploma

### Az egyház központja
A katolikus egyház központja, a római pápa székhelye. A pápa a világegyházat a Rómában lévő – független államként működő az olasz főváros, Róma belvárosától közigazgatásilag elválasztott,- Vatikánvárosból kormányozza, amelynek szintén ő az államfője. A pápát a pásztori tevékenységének gyakorlásában legfőképpen a Római Kúria segíti, amely részt vesz az egyházon belüli, a társadalom különböző területein, valamint a nemzetközi életben végzett tevékenységekben. Ezenkívül a pápát segítik – főként konzultatív, illetve tanácsadói szolgálattal – a püspöki szinódusok, valamint mind testületileg, mind egyénileg – a bíborosok kollégiuma. A bíborosok testületének a feladata konklávé keretében a pápa megválasztása is, amely tisztségre az egyház bármely férfi tagját megtehetik, de a 14. század óta a bíborosok közül szoktak választani. Az Egyház hivatalos rendelkezéseit az Egyházi Törvénykönyv tartalmazza. A katolikus egyház hivatalos nyelve a latin, de a vatikáni közigazgatásban elsősorban az olasz nyelv a használatos, emellett további hat nyelv (angol, francia, lengyel, német, portugál, spanyol) félhivatalos státuszt élvez.
Itt található a világ második legnagyobb méretű temploma a katolikus Szent Péter-bazilika, mely épületként az egyház egyik jelképévé vált.
| A katolikus hierarchia számadatai (2004) |         |
| ---------------------------------------- | ------- |
| Papok                                    | 405 178 |
| Püspökök                                 | 3 475   |
| Állandó diakónusok                       | 27 824  |
| Papságra készülő szeminaristák           | 113 044 |
| Szerzetesek (nők)                        | 764 459 |
| Szerzetesek (nem felszentelt férfiak)    | 55 030  |

### Az egyház hierarchikus felépítése
A katolikus hierarchiában az egyházi rendet a klerikusok alkotják. Három nagyobb rendre oszlik: püspökség (episcopatus), áldozó papság (presbyteriatus), szerpapság (diaconatus). A klerikusok azok a férfiak, akik részesültek a szolgálati papság szentsége, az egyházi rend három fokozatának – diakónusok, papok, püspökök – valamelyikében.

A Vatikán zászlaja

### Területi felosztás
Az egyházmegye (püspökség, dioecesis) a püspök által vezetett egyházkormányzati egység. Több egyházmegye alkot egy egyháztartományt (érseki széket). Az egyházmegyék élén a megyés püspök áll. Az egyházmegyék kisebb egységei a főesperességek, amik esperesi kerületekre tagolódnak tovább. A legkisebb területi egységek a plébániák, más néven egyházközségek, vezetésükre egy vagy több pap van kinevezve.

#### Püspökök
Katolikus felfogás szerint a mai püspökök az apostolok jog szerinti utódai, az apostolokra ruházott joghatósági és szentségi hatalom birtokosai. A püspök az egyházi rend legmagasabb fokozata. Élén a legfőbb püspök a pápa áll, mint „Krisztus misztikus testének” legfőbb tanítója és kormányzója. A püspökök közül választják a bíborosokat, akik pápaválasztó joggal rendelkeznek, a pápát segítik, őt tanáccsal ellátják.
A püspök az apostolok utódja, ami feljogosítja egy helyi egyház vezetésére és kormányzására, illetve az egyházi rend és a bérmálás szentségének kiszolgáltatására. Az összes püspök – beleértve a bíborosokat, pátriárkákat, érsekeket és metropolitákat – alkotja az egyetemes egyház vezetésében felelős püspökök kollégiumát (testületét), amelynek feje Róma püspöke. Egy püspök törvényes felszenteléséhez szükség van a pápa külön engedélyére, amely a Rómával való egységre és az egyház szabadságára jelent garanciát.
Az egyházmegyék élén álló püspökök a megyés püspökök, a saját egyházmegyével nem rendelkező püspökök pedig a címzetes püspökök. Az érseki címet viselő megyés püspökök egyházmegyéjét főegyházmegyének hívják. A főegyházmegye a többi alárendelt egyházmegyével együtt alkotja az egyháztartományt vagy érseki széket, mely élén az érsek, mint metropolita áll. A metropolita az adott egyháztartományhoz tartozó alárendelt (ún. suffragan) egyházmegyék megyés püspökeinek elöljárója némely dologban. Az egyes országok püspökei püspöki konferenciát alkotnak, amely testület maga választja elnökét, (Egyházi Törvénykönyv 447. kánon). Magyarországon az aktuális elnök dr. Veres András győri megyéspüspök. Az elnök nem elöljárója a konferenciának, s nem felettese a megyés püspököknek sem. Az esztergomi érsek történelmi hagyomány okán mindig a magyarországi prímás, de nem jogi előírás, hogy a prímás legyen a konferencia elnöke.

#### Papok
Szokások
- Köszöntés: a latin rítusú katolikus egyházban „Laudetur Iesus Christus!” (Dicsértessék a Jézus Krisztus!) Válasz rá: „In aeternum, Amen.” (Mindörökké, ámen.) Nyugat-Európában ma már ritkán használják. A görögkatolikus egyházban „Dicsőség Jézus Krisztusnak!” Válasz rá: „Dicsőség mindörökké!”
- Egyházi év felépítése a katolikus egyházban: Advent – Karácsonyi idő – Évközi idő – Nagyböjt – Húsvét (lezárása: Pünkösd) – Évközi idő. 
Az egyházi év kezdete: advent első vasárnapján (ez általában december első vasárnapja).

A felszentelt római katolikus papnak (fő)tisztelendő úr vagy atya a megszólítása (viszont semmiképpen sem tiszteletesnek, nagytiszteletű úrnak, amik a protestáns papok megszólításai). A római katolikus pap ruhája: hosszú, cipőig érő fekete reverenda, végig gombokkal a nyakán pedig kolláré (a lat. collum, ‘nyak’ szóból): kemény gallér. A reverenda nyakrészére erősített keményített vászon, vagy a galléron belül hordott fehér műanyag csík, melyre a reverenda színének megfelelő kis „szakállat” varrnak. Papi civil esetében a mellényt helyettesítő gallér. A görögkatolikus pap ruhája: hosszú, cipőig érő fekete reverenda, csak a reverendát kolláré nélkül hordja és nincsenek rajta gombok. A papi civil megegyezik a római katolikusokéval. (A gombok száma: 33, mivel Jézus is 33 évet élt mielőtt fölment a mennybe.)
A presbiterek, avagy idősebb elöljárói a gyülekezeteknek, a papok, azok a szolgálattevők, akik már misézhetnek, és kiszolgáltathatják a bűnbánat vagy a betegek kenete szentségét is. Leggyakoribb szolgálati formájuk a plébánosi beosztás, ahol egy vagy több egyházközséget vezetnek a püspökkel egységben, és neki alárendelve. A papokat a püspökök szentelik fel.
A diakónus („szolgáló”) az egyházi rend alsó fokozata. A diakónusok még nem papok, ezért nem is végezhetnek olyan sajátosan papi feladatokat, mint a misézés vagy a gyóntatás. Feladatuk a püspökök, papok, illetve a keresztény közösség különböző feladatainak a segítése, mint az adminisztráció, szociális és karitatív tevékenységek, stb. Ezen kívül prédikálhatnak, taníthatnak, keresztelhetnek, áldoztathatnak, vezethetik a házasságkötés vagy a temetés szertartását. Ez a fokozat kötelező a pappá szentelés előtt, de a II. vatikáni zsinat felújította az állandó diakonátus intézményét is.

#### A felszentelés feltételei
A latin egyház minden fölszentelt szolgáját olyan hívő férfiak közül választja ki, akik nőtlenek, és megvan az akaratuk, hogy a cölibátust „a mennyek országáért" egész életükre vállalják. Ez alól a pápa kivételt tehet, ha olyan házas nem katolikus lelkész tér át a katolikus egyházba, aki kéri a felszentelését. Állandó diakónusok nős férfiak is lehetnek, de a nőtlenül jelentkezőknek is vállalniuk kell szentelésük előtt a kötelező cölibátust. A keleti katolikus egyházakban papok is lehetnek nős férfiak, azonban a nőtlenül felszentelt papok nem nősülhetnek meg. Püspökké mindenhol csak nőtlen férfi szentelhető fel.
A Katolikus Egyház nem fogadhatja el azoknak a személyeknek a papi vagy szerzetesi hivatásra jelentkezését, akik gyakorló homoszexuálisok, akik mélyen gyökerező homoszexuális hajlamokat mutatnak, vagy támogatják az ún. „gay kultúrát”. Amikor azonban olyan homoszexuális hajlamokról van szó, amelyek csak egy átmeneti probléma kifejeződései, mint például a még nem lezárult serdülőkor, akkor az illető személyeknek legalább hároméves próbaidőre van szükségük diakónussá szentelésük előtt.
Mivel Jézus csak férfiakat választott a tizenkét apostola közé, és ugyanezt tették az apostolok is, amikor munkatársakat választottak, ezért a katolikus egyház csak férfiakat szentelhet fel, nők pappá szentelése nem lehetséges. Ezt többen diszkriminatív hozzáállásnak tekintik a nők iránt, de az egyház úgy gondolja, hogy Jézus a nőknek más, de ugyanilyen fontos hivatásokat adott az egyház szolgálatára. II. János Pál pápa a „Christifideles Laici” kezdetű apostoli levelében kifejti, hogy vannak olyan sajátságos hivatások, amelyeket csak nők tölthetnek be, de ezek ugyanúgy Jézus tanítványainak a feladata. „Ha az apostolok tanúskodása alapozza meg az Egyházat – mondta VI. Pál pápa -, akkor az asszonyok tanúskodása nagyon hozzájárul a keresztény közösségek hitének táplálásához.”

### Világi hívek, házasok és családok
| Katolikus hívők (megkereszteltek) száma 2004-ben | Katolikus hívők (megkereszteltek) száma 2004-ben | Katolikus hívők (megkereszteltek) száma 2004-ben         | Katolikus hívők (megkereszteltek) száma 2004-ben     | Katolikus hívők (megkereszteltek) száma 2004-ben |
| ------------------------------------------------ | ------------------------------------------------ | -------------------------------------------------------- | ---------------------------------------------------- | ------------------------------------------------ |
| KONTINENS                                        | Ezer fő                                          | Az összes katolikushoz viszonyított százalékos megoszlás | Az összlakossághoz viszonyított százalékos megoszlás | Százalékos növekedés 1978-hoz viszonyítva        |
| AFRIKA                                           | 148 817                                          | 13,55                                                    | 16,97                                                | 171,77                                           |
| AMERIKA                                          | 548 756                                          | 48,96                                                    | 62,34                                                | 49,68                                            |
| ÁZSIA                                            | 113 489                                          | 10,33                                                    | 2,91                                                 | 79,62                                            |
| EURÓPA                                           | 278 736                                          | 25,38                                                    | 39,54                                                | 4,65                                             |
| ÓCEÁNIA                                          | 8 568                                            | 0,78                                                     | 26,24                                                | 52,56                                            |
| VILÁG                                            | 1 098 366                                        | 100,00                                                   | 17,19                                                | 45,18                                            |

A katolikusok nagy többsége (99,8%) világi férfi és nő, akik között minden korosztály és életállapot képviselve van. Laikusok, azaz világi hívek – vagy másik gyakori kifejezéssel: krisztushívők -, azok a katolikusok, akik a keresztség által beléptek az Egyházba, de nincsenek felszentelve az egyházi rend valamelyik fokozatára. Pál apostol az Egyházban lévő sokféleséget a test különböző tagjaihoz hasonlította, amelyek mind fontosak a test működéséhez. Így az egyház minden tagját méltóságuk és cselekvésük tekintetében egyenlőnek ismeri el, és a szolgálati hierarchia tanítása, megszentelése és kormányzása alatt a világi híveknek is a maguk állapotának és feladatának megfelelően Krisztus művének építésére szól a hivatásuk, és így tölthetik be az Egyházban és a világban a maguk szerepét. Ezzel ők is Krisztus papi, prófétai és királyi tisztségének részesei. A világi hívők királyi küldetése a magukban és a világban jelenlévő bűn hatalmának megtörésére szól az önmegtagadás és az életszentség által; prófétai küldetésüket az evangelizáció révén teljesítik, a papi hivatalban való részesedésük pedig a világ megszentelésében áll, ahogy a Szentlélekben történő „minden cselekedetük, imádságuk, apostoli kezdeményezésük, hitvestársi és családi életük, mindennapi munkájuk, testi-lelki pihenésük”, vagy az élet terheinek türelmes hordozása Istennek kedves lelki áldozattá válik, amelyet az Eucharisztia ünneplésében ajánlanak fel.
A világi krisztushívők hivatása házasságra vagy – az evangéliumi tanácsokra tett fogadalommal – megszentelt életre szólhat. A házasságot a Katolikus Egyház szentségként tartja számon, és felbonthatatlannak tartja. Ezért nem ismeri el a házassági válást, illetve a már megházasodott fél újabb házasságát. Mivel a házasság szentségének kiszolgáltatása bizonyos feltételekkel jár, ezért kérésre az egyházi bíróság esetleg megvizsgálhatja a házasságkötés körülményeit, hogy valóban megvalósult-e a látszólag fennálló vagy vélt szentség. Ha nem, akkor semmissé nyilváníthatja a házasságot, és ekkor a felek szabad állapotúnak nyilvánulnak. Mivel a katolikus egyház elítéli a mesterséges fogamzásgátlás minden formáját, ezért házasságban élő hívőknek szexuális kapcsolatuk során nyitottnak kell lenniük az új élet befogadására. Megfelelő indok esetén egyedül a természetes családtervezés van jóváhagyva. A keresztény szülőknek joga és kötelessége gyermekeik hitre, erényekre, a szolidaritásra és a közösségi felelősségre való nevelése.
A világi katolikusok közül sokan különböző egyházi mozgalmakba, illetve társulásokba vagy kisközösségekbe, úgynevezett lelkiségi mozgalmakba szerveződnek például hitoktatás, – tanulás, kulturális vagy missziós munkák, vagy egymás kölcsönös megsegítése céljából. Ilyen csoport például a Regnum Christi Mozgalom, a Comunione e Liberazione közösség, az Opus Dei, a Nyolc Boldogság katolikus közösség, a Schönstatt mozgalom stb.

### Szerzetesrendek, a megszentelt élet intézményei, az apostoli élet társaságai
Mind klerikus, mind világi hívő tagja lehet valamely megszentelt élet intézményének vagy apostoli élet társaságának. A megszentelt élet olyan állandó életállapot, amelyhez az evangéliumi tanácsok (tisztaság, szegénység, engedelmesség) esküvel történő vállalása tartozik, és általában közösségben egy regula (szabályzat) szerint élnek. Megkülönböztethető szemlélődő (monasztikus) vagy aktív (betegápoló, tanító, missziós) életforma, valamint a férfi (szerzetesek, barátok) vagy női (apácák, nővérek) tagok. A megszentelt élet intézményei közé tartoznak a szerzetesrendek, ezen belül a szabályozott kanonokok (például premontreiek, ágostonosok), a monasztikusok (például karthauziak, pálosok), a koldulórendek (például ferencesek, domonkosok), a szabályozott papok (kamilliánusok, jezsuiták), és ide tartoznak a papi vagy laikus kongregációk (például szaléziak, ill. keresztény iskolatestvérek), valamint világi intézmények (munkáspapok, Schönstatt-nővérek) is.

Az apostoli élet társaságai nem tesznek fogadalmat az evangéliumi tanácsokra, céljuk a közösségi élet. Tagjaik lehetnek férfiak, vagy nők, papok és világiak. Célkitűzésük lehet missziós (például Fehér Atyák), de sok egyéb is (szulpiciánusok, lazaristák, vincések).

#### Harmadrendek és oblátusok
A harmadrendiek (terciáriusok, terciárák) világi hívők, akik egy szerzetesrend szellemében és felsőbb irányítása alatt, a rend harmadik szabályzata szerint élnek apostoli életet, és a keresztény tökéletességre törekszenek. Ilyen például a ferences vagy domonkos harmadrend, a világi karmeliták, stb. Élhetnek a szerzetes közösségen belül, vagy azon kívül is. A harmadrendiek a szó szoros értelmében nem tagjai a szerzetesrendnek, hanem csak társulnak hozzá, és a krisztushívők társulásainak egy sajátos formáját valósítják meg. Az evangéliumi tanácsokra szerzetesi fogadalmat nem tesznek, de nyilvános fogadalommal kötelezik el magukat arra, hogy az evangélium szerint élnek. 
Az oblátusok, illetve obláták olyan laikusok vagy klerikusok, akik világi életet élnek és nem tesznek örök fogadalmat sem, de egyénileg kapcsolódnak például egy kolostorhoz vagy egy szerzetesrend imaközösségéhez. Egy hivatalos magánfogadalmat tesznek (egy évre, de lehet egy életre is), amelyben kötelezik magukat az előírt imádságokra, és/vagy arra, hogy egyéni körülményeik között (otthonaikban) valósítják meg a szerzetesrendhez kötődő életvitelt (pl. Bencés Obláció, Ciszterci Obláció).

### Egyháztagság, az egyházhoz való tartozás
A katolikus egyház különbséget tesz a teljes tagság, és a nem teljes tagság között. A katolikus tanítás szerint, hogy az üdvösség eszközeit és az új szövetség összes javait hiánytalanul elérhessük, ahhoz Krisztus katolikus Egyházába teljesen be kell épülni. Eszerint az Egyházba hármas kötelékkel iktatódik be egy személy teljesen. Az egyháztagság alapfeltétele a keresztség, illetve a keresztségben elnyert eltörölhetetlen szentségi jegy, azonban a teljes egyháztagsághoz még szükséges az igaz, készséges hit, valamint az egyházi hierarchiával való egység. Azaz a teljes egyháztagság azokra vonatkozik: „akik Krisztus Lelkének birtokában az Egyház egész berendezését és az üdvösség minden eszközét benne elfogadják, és látható közösségében – a hitvallás, a szentségek, az egyházkormányzat és az egyházi közösség kötelékeivel – kapcsolódnak Krisztushoz, aki Egyházát a pápa és a püspökök által kormányozza.”. A teljes egyháztagság két szinten – lelki és látható – érvényes. Így például egy bűnös katolikus beépül ugyan az egyház látható részébe, de nem üdvös módon. „Az viszont nem üdvözül, aki beépül ugyan az Egyházba, de nem tart ki a szeretetben, és így „teste szerint” az Egyház kebelében marad, „szíve szerint” azonban nem.”
A fentiek értelmében a katolikus egyház a más keresztény közösségekkel való viszonyát a kapcsolódás (coniunctum esse) kifejezéssel írja le. „Azok ugyanis, akik hisznek Krisztusban és szabályszerűen részesültek a keresztség szentségében, már bizonyos – jóllehet nem tökéletes – közösségbe kerültek a katolikus Egyházzal… jogosan ékesíti tehát őket a keresztény név, s a katolikus Egyház gyermekei méltán ismerik el őket testvéreiknek az Úrban.” A nem keresztény emberek pedig különféle fokozatokban rendelődnek (ordinatio) a katolikus egyházhoz. Azaz ők nem ténylegesen, hanem csak lehetőség szerint vannak az egyházban, és ha „Krisztus evangéliumát és az ő Egyházát önhibájukon kívül nem ismerik, de őszinte szívvel keresik Istent, és a kegyelem hatására teljesítik a lelkiismeretük szavában fölismert akaratát, elnyerhetik az örök üdvösséget.”
A különösen súlyos bűnökkel a katolikus hívő kiközösítheti önmagát (önmagától beálló kiközösítés), amit az egyházi hatóság külön meg is állapíthat, vagy maga is kijelenthet. Ilyen kiközösítés alá eső bűntett például a gyónási titok megsértése, eretnekségekhez való nyilvános és csökönyös ragaszkodás, a szakadárság vagy az aposztázia bűne, a tiltott püspökszentelés, az Eucharisztia meggyalázása vagy szentségtörő célra való elvitele, vagy egy abortuszban való részvétel, illetve az abban való segédkezés. A kiközösítés a legsúlyosabb egyházi büntetés, ami a személyt eltiltja az Egyház mindegyik szentségének végzésétől és felvételétől, és érvényesen csak a pápa, illetve néhány esetben a megyés püspök vagy az általuk külön megbízott pap oldozhatja fel.

## Részegyházak és rítusok
Azok a keleti keresztény egyházak, amelyek különváltak az Egyház látható fejétől, Róma püspökétől, de „az apostoli jogfolytonosság következtében van papságuk és Eucharisztiájuk... megérdemlik a „részegyház, vagyis helyi egyház” nevet, és a katolikus részegyházak testvéregyházainak tekintjük őket.” Mindemellett a Katolikus Egyház vallja, hogy ezek a különvált egyházak és közösségek „ámbár hitünk szerint fogyatkozásokban szenvednek, nem jelentéktelenek és súlytalanok az üdvösség misztériumában. Krisztus Lelke ugyanis nem vonakodik fölhasználni őket az üdvösség eszközéül”, ezért „a katolikus Egyház testvéri tisztelettel és szeretettel öleli át őket”, mert „akik hisznek Krisztusban és szabályszerűen részesültek a keresztség szentségében, már bizonyos – jóllehet nem tökéletes – közösségbe kerültek a katolikus Egyházzal”, „Krisztus testének lettek tagjai, jogosan ékesíti tehát őket a keresztény név, s a katolikus Egyház gyermekei méltán ismerik el őket testvéreiknek az Úrban.”
A katolikus egyház világszerte 2782 részegyházból, azaz általában egyházmegyéből áll (a keleti egyházrészben eparchia), illetve 23 különböző rítus szerint csoportosítható. A legelterjedtebb a latin (római) rítus, és ezen kívül van 22 keleti rítus, amelyek egymástól liturgikus hagyományaikban különböznek.
A katolikus egyház 24 autonóm (önálló jogú, „sui juris”) részegyházból áll (nyugati katolikus egyház és keleti katolikus részegyházak), amelyek hatféle rítust (szertartást) és azon belül még többféle liturgiát követnek. A legjelentősebb a nyugati vagy latin rítusú katolikus egyház római liturgiájú ága.
A pápai évkönyvben, az Annuario Pontificio-ban évente közlik a világ katolikus egyházainak adatait.
Magyarországon háromféle rítusú katolikus egyház van: a magyar katolikus egyház latin rítusú egyházmegyéi mellett jelentős a bizánci rítusú magyar görögkatolikus egyház (amely szintén a magyar katolikus egyház részét képezi) és működik örmény katolikus egyház is.
(A többi, kivált a reformációból született közösségek, melyek „a papi rend szentségében nem rendelkeznek az apostoli jogfolytonossággal”, és „főként a szolgálati papság hiánya miatt nem őrizték meg az eucharisztikus misztérium eredeti és ép lényegét, a katolikus tanítás szerint sajátos értelemben nem nevezhetők egyházaknak.”)

### Nyugati/latin rítusú katolikus egyház
Az egy nyugati autonóm részegyház a latin rítusú katolikus egyház. Ez további területi (nem autonóm) részegyházakra, püspökségekre tagolódik, amelyek országok szerint püspöki konferenciákat és az ezek által irányított területi egyházakat alkotnak. Az egyes országok püspöki konferenciái azonban nem önálló jogállású egyházak, nincs pátriárkájuk. A nyugati patriarkátusi cím (kivétel a jeruzsálemi latin pátriárka) és a prímási cím (kivétel az esztergomi prímás) csak címzetes. A latin rítusú egyház erősen centralizált, a területi egyházi szervezetek szigorú alárendeltségi viszonyban állnak a 2006-ig a Nyugat pátriárkája címet is viselő római pápával. (XVI. Benedek pápa ezt a címet levetette.)
A latin rítusú egyház története során több különböző liturgia alakult ki. Ezek közül a legrégebbi a római liturgia, amely lényegében két változatban: a katedrális (szekuláris) változatban (Róma patriarkális bazilikáinak ünnepélyes formája) és a bencés szerzetesi változatban él. Ma világszerte szinte kizárólag ez a liturgia van érvényben. 2009 óta az anglikán egyének mellett a közösségeknek is lehetőségük nyílt a katolizálásra, akik személyi ordinariátusokban gyakorolhatják az anglikán hagyomány szerinti római liturgiájukat. Ezenkívül csupán két másik liturgia maradt fenn: a lombardiai liturgia (Szent Ambrus féle liturgia) a Milánói főegyházmegye területén, Olaszországban és vizigót liturgia (más néven mozarab vagy hispán liturgia) a Toledói főegyházmegye területén, Spanyolországban.
Az egyes országos területi egyházak felsorolását, köztük a magyar katolikus egyházat lásd a Latin rítusú katolikus egyház szócikkben!

### Keleti katolikus részegyházak
22 autonóm (önálló jogú vagy „sui juris”) részegyház tartozik ide. A keleti katolikus egyházakat régebben unitus (egyesült) egyházaknak is nevezték, mivel egyesültek a római pápa által vezetett nyugati katolikus egyházzal, bár az autonómiájukat megőrizték. A keleti autonóm részegyházaknál több nagy rítust különböztethetünk meg.

## Statisztikák

### Változások 1910 és 2010 között
A Pew Research Center átfogó demográfiai tanulmánya szerint az elmúlt évszázadban a katolikusok száma világszerte több mint megháromszorozódott, az 1910-es becslések szerinti 291 millióról 2010-re közel 1,1 milliárdra nőtt.
Ugyanezen időszak alatt azonban a világ teljes népessége is sokszorosára növekedett. 
1910-ben a katolikusok a keresztények körülbelül felét (48%), a világ teljes népességének pedig 17%-át tették ki a World Christian Database becslései alapján. Egy évszázaddal később, 2010-ben a Pew Research tanulmánya alapján a katolikusok még mindig a keresztények körülbelül felét adják (50%), de a világ teljes népességének már csak 16%-át teszik ki.
Ami jelentősen megváltozott az elmúlt évszázadban, az a világ katolikusainak földrajzi eloszlása. Míg 1910-ben Európa adott otthont az összes katolikus körülbelül kétharmadának, 2010-re ezzel szemben a katolikusoknak már csak körülbelül egynegyede (24%) élt Európában.

### Európában
Európában évtizedek óta csökken a katolikusok aránya. A papok és szerzetesek száma már nagy arányban csökken, de az állandó diakonátus intézménye itt növekszik a legjobban a világon. 
Azok az európai országok, ahol a legnagyobb a katolikusok aránya, többnyire Dél- és Közép-Európában találhatók. 2020 táján a legkatolikusabb európai országok: Vatikánváros (100%), Málta (88 %), Lengyelország (87–71% között), Olaszország (80–78%) és Portugália (80-77%).
A közép- és kelet-európai országokban élő katolikusok lényegesen vallásosabbak, mint a nyugat-európaiak.
2018-as felmérés Európa nyugati és keleti felén a katolikusok között:
|                                   | Közép- és Kelet-Európa | Nyugat-Európa |
| Havonta jár templomba             | 44%                    | 33%           |
| Naponta imádkozik                 | 36%                    | 13%           |
| Nagyon fontosnak tartja a vallást | 31%                    | 13%           |
| Hisz Istenben                     | 91%                    | 80%           |

A közép- és kelet-európai katolikusok társadalmilag konzervatívabbak, mint a nyugatiak. Minden olyan nyugat-európai országban, ahol elegendő katolikus szerepelt a felmérésben az elemzéshez, a katolikusok többsége támogatja a legális melegházasságot, beleértve Hollandiát (92%) és Belgiumot (83%) is, amely elsöprő arányban képviselteti magát. Ezzel szemben a közép- és kelet-európai katolikusok többsége ellenzi a melegházasságot.
A nyugat-európai katolikusok jobban elfogadják a muszlimokat, mint a kelet-európai országokban. A legtöbb nyugat-európai országban a katolikusok legalább fele azt mondja, hogy hajlandó lenne elfogadni egy muszlimot családtagként. Például a spanyol katolikusok 69%-a és Svájcban a katolikusok 57%-a mondja, hogy elfogadna egy muszlimot a családjába. Ezzel szemben Közép- és Kelet-Európában sokkal kevesebb katolikus mondja ugyanezt, hogy elfogadna egy muszlimot családtagként, Magyarország és Lettország az utolsó két helyen végzett. (Magyarországon a kormányzat negatív propagandája nagy hatással volt az emberekre.)

### Világstatisztika (2004/2006)

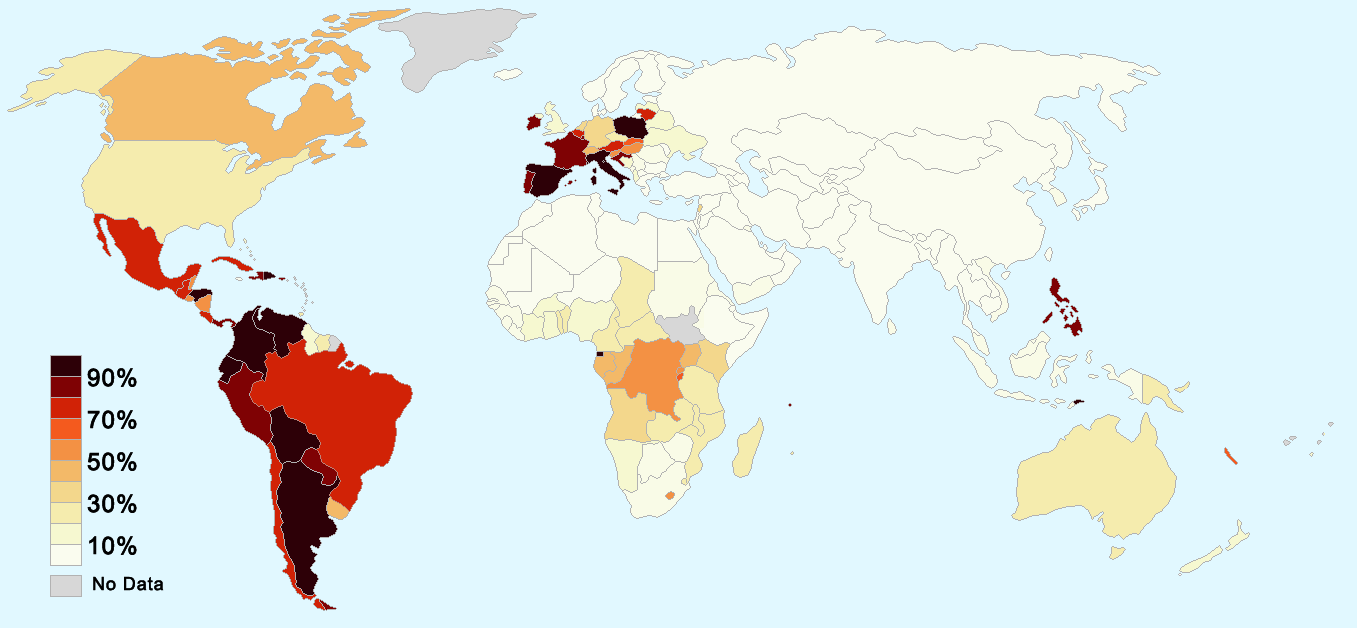
Katolikusok aránya a világ országaiban.

2006-ban a katolikus egyháznak 1 milliárd 131 millió tagja volt., és 1950 és 2005 között 251%-os növekedést mutat a világnépesség 253%-os növekedésével szemben. A katolikusok a világ összlakosságának 17,4%-át képviselik. A legnagyobb mértékben Ázsiában és Afrikában nő a katolikusok aránya, míg a legkevésbé Európában.[forrás?] A katolikus egyház magába foglalja a keresztényeknek több mint a felét, így a világ legnagyobb keresztény egyháza, de a világvallások tömbjei között is az első helyen áll.
Az egyház a leggyorsabban Afrikában terjed, 1978 és 2004 között 171,8%-kal nőtt, s így a kontinens 17%-a katolikus. A legmagasabb arányban katolikus afrikai országok: Seychelle-szigetek (82,3%), Egyenlítői-Guinea (80%), Lesotho (70%), és Burundi (62%), de a legnagyobb létszámú egyház a Kongói Demokratikus Köztársaságban van (30 millió 277 ezer fő).
A másik gyorsan növekvő kontinens Ázsia, ahol 1978 és 2004 között a növekedési arány 80%-ot mutatott. Ázsiában a vallások között a katolikusok aránya kicsi (3%), de egyes országokban jelentős katolikus kisebbség van. A legnagyobb arányban Kelet-Timorban (97%) és a Fülöp-szigeteken (81%) vannak katolikusok (ahol a legtöbb ázsiai katolikus is él: 71 millió 77 ezer fő), de jelentős számban vannak Indiában (17 millió), Kínában (9 millió 800 ezer) és Indonéziában is (7 millió 380 ezer).
Óceániában stagnálnak a számadatok, bár a katolikusok aránya kicsit nőtt a lakosság között (25%-ról 26%-ra), a papok és szerzetesek száma jelentősen visszaesett. A legnagyobb arányban Palauban van jelen az egyház (41,6%), a legtöbb katolikus pedig Ausztráliában él (5 millió 304 ezer fő, ami a lakosság 26,4%-a). Jelentős számú kisebbség él Pápua Új-Guineában is (33%).
Dél-Amerika hagyományosan katolikus földrész, és néhány ország kivételével mindenhol jelentős többségben élnek katolikusok, mint Bolívia (95%), Ecuador (95%), Venezuela (95%), és Argentína (92%). A legtöbb katolikus Brazíliában él: csaknem 137 millió fő. Dél-Amerikában 7500 hívő jut egy papra (Európában 1300 hívőre jut egy pap), és mivel a papi hivatás lassabb mértékben nő, mint a katolikusok száma, ez az arány egyre rosszabb.
Közép-Amerikában szintén hagyományosan magas a katolikusok száma. Jamaica és Trinidad és Tobago kivételével mindenhol többségben vannak a katolikus hívők. Honduras 97%-a, a Dominikai Köztársaság 95%-a, Puerto Rico és Panama 85%-a katolikus. Itt a legtöbb hívő Guatemalában él (11 millió 65 ezer).
Észak-Amerika legkatolikusabb országa Mexikó (76,5%; illetve 83 millió 155 ezer fő), de Kanada 42,6%-a szintén katolikus, és az egyház nagy számban van jelen az Amerikai Egyesült Államokban is (70 millió 976 ezer; a lakosság 24%-a).

A szerzetesi hivatások száma jelentősen csökken a világon (1978-hoz viszonyítva 25%), a kivétel Afrika és Ázsia, ahol viszont egyre nagyobb számban jelentkeznek a szerzetesrendekbe. Itt a növekedés 55, illetve 52%.[mikor?][forrás?]
Az 1970–1990 közötti években igen nagy hivatásbeli válságot élt meg az egyház, de világviszonylatban a papság létszáma 1998 óta folyamatosan növekszik, és 2006-ban már 700 fővel többen voltak, mint egy évvel korábban. A papság száma főként Ázsiában nő: a Fülöp-szigeteken, Dél-Koreában, Japánban, Vietnámban és Indiában; az utolsó helyeken a Franciaország, Belgium és Hollandia van. Európában a legmagasabb a papok száma (2004-ben 199.978 fő), viszont itt csökkenés van: 1978-hoz viszonyítva 20,2%-os, míg Afrikában ez az időszak 84,7%-os növekedést mutat.[forrás?]

### Néhány 2009-es statisztikai adat
- A katolikusok száma az egész világon: 1 180 665 000 (az össznépesség 17,42%-a) [Afrika: 179 480 000, Amerika: 582 012 000, Ázsia: 125 860 000, Európa: 284 030 000, Óceánia: 9 283 000]
- A püspökök száma: 5065, ebből egyházmegyés püspök: 3828
- A papok száma összesen: 410 593, ebből egyházmegyés pap: 275 542, szerzetespap: 135 051
- Az egy papra jutó katolikusok száma: 2876
- (Nem pappá szentelt) férfi szerzetesek száma: 54 229
- Szerzetes nővérek száma: 729 371
- Papnövendékek száma: 117 978, ebből egyházmegyés: 71 219, szerzetes: 46 759
- A Katolikus Egyház által fenntartott oktatási intézmények: óvodák száma 68 119 (6 522 320 óvodás), alsó tagozatos iskolák száma: 92 971 (30 973 114 tanuló), felső tagozatos iskola és gimnázium: 42 495 (17 114 737 tanuló); katolikus egyetemen tanuló diákok száma: 3 275 440.
- A Katolikus Egyház által fenntartott szociális intézmények: 5558 kórház, 17 763 betegellátóhely, 16 073 otthon idősek, betegek és fogyatékosok számára, 561 otthon, illetve telep leprásoknak, 9956 árvaház, 12 387 bölcsőde, 36 933 szociális rehabilitációs intézmény.

## A katolikus hit
A katolikus hit alapvető összefoglalását az Apostoli és a Nicea–konstantinápolyi hitvallás adja, részleteiben pedig a Katolikus Egyház Katekizmusa tartalmazza. A katolikus tanítás hierarchikusan felépített, azaz nem mindegyik tanítás egyformán kötelező, vagy fontosságú. A minősítések sorában a legmagasabb helyet a dogma foglalja el, ami olyan hittételt jelent, amelyet az Egyház pápai vagy zsinati definíció útján úgy hirdetett ki Istentől kinyilatkoztatott igazságként, hogy e tétel tagadása eretnekség. Ez azt jelenti, hogy ezt minden katolikus hívőnek isteni és katolikus hittel kell hinnie (például Szentháromság). Ezen kívül vannak ún. „majdnem hittételek”, teológiailag biztos vélemények, általános nézetek, megengedett, jámbor vagy megtűrt vélemények.

### A hit forrásai
Jézus ígéretére alapozva a katolikus egyház hiszi, hogy a történelem során folyamatosan a Szentlélek vezeti, és megóvja minden tanításbeli tévedéstől. Vallja, hogy az egyház „az igazság oszlopa és biztos alapja”, valamint, hogy „az alvilág kapui sem vesznek erőt rajta”. A katolikus egyháznak Jézus Krisztus tanítását kell továbbadnia, amit az Isten nyilatkoztatott ki az emberek üdvössége érdekében, és ezt az Egyházra bízta, hogy megőrizze és hirdesse „minden népnek”. Az egyház ezt a teljes és nyilvános isteni kinyilatkoztatást a hitletétemény (depositum fidei) szóval fejezi ki. A hitletéteményt az egyház Tanítóhivatala magyarázza és terjeszti elő, és két megjelenési formája van: a Szentírás, azaz a Biblia, valamint a Szenthagyomány. 

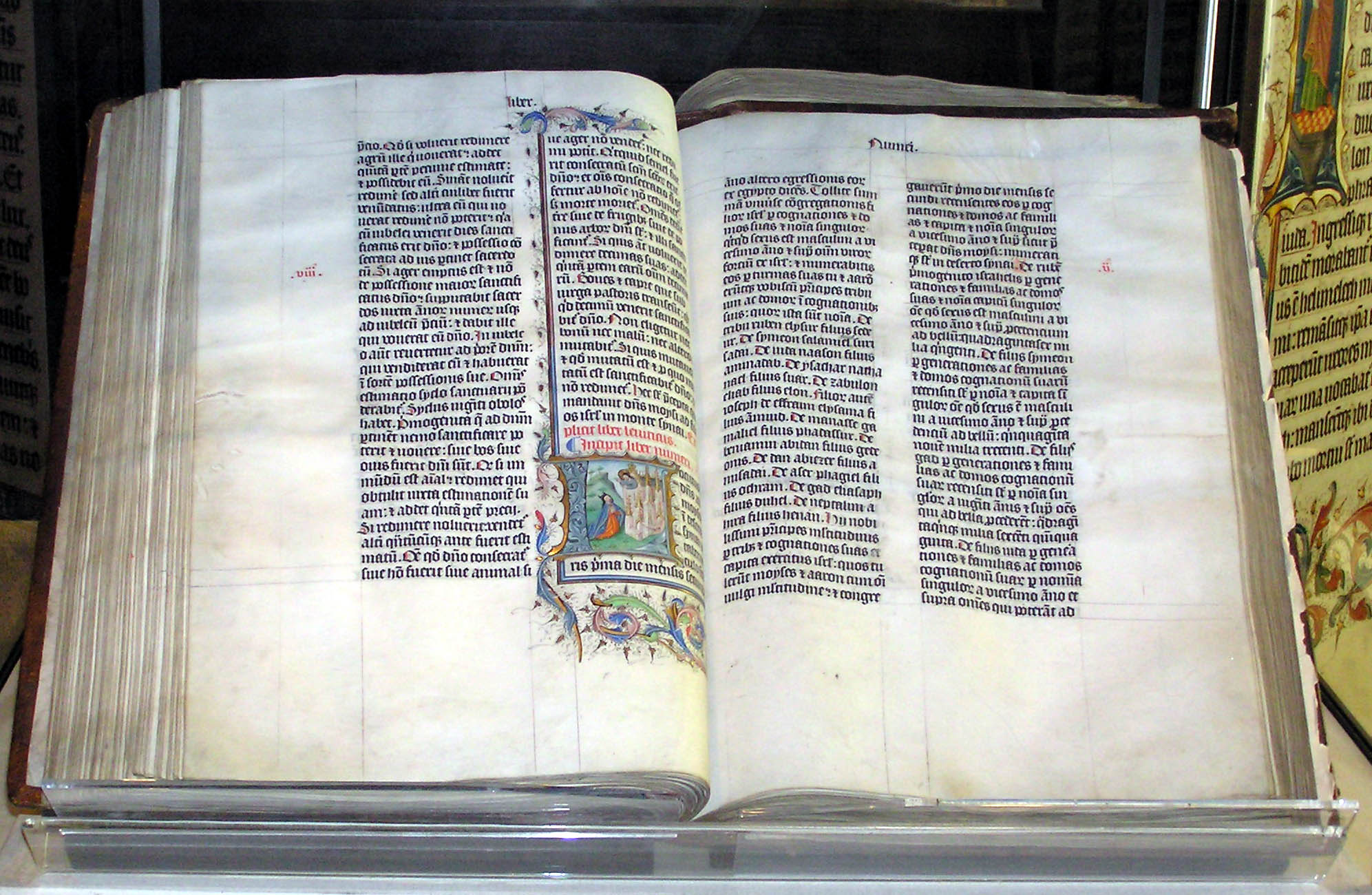
Egy 1407-ből származó kézzel írt, latin nyelvű Biblia (Malmesbury-i apátság)

A Szentírást tévedhetetlen, a Szentlélek által sugalmazott szent írásnak tekinti. A katolikusok által elfogadott Szentírás 73 könyvet tartalmaz; 46 ószövetségi könyvet, amelyek Krisztus eljövetelét készítik elő, és 27 újszövetségi könyvet, amelyek pedig az emberré lett Isten, Jézus Krisztus misztériumával foglalkozik. A zsidók és a protestánsok az Ószövetségből csak 39 könyvet fogadnak el a palesztin kánon alapján. A katolikusok viszont – a keleti ortodox egyházakkal együtt – a Septuaginta kánonját véve alapul sugalmazottnak tartják még Tóbiás könyvét, Judit könyvét, a Makkabeusok első és második könyvét, a Bölcsesség könyvét, Jézus, Sirák fia könyvét, Báruk könyvét is, valamint Dániel könyvének és Eszter könyvének görög nyelvű részeit is.
A Szenthagyomány Isten azon kinyilatkoztatása, amelyet Jézus Krisztus és a Szentlélek az apostoloknak adott át, és ők az igehirdetés útján tovább hagyományozták azt a keresztény népnek, intve őket, hogy ragaszkodjanak azokhoz a hagyományokhoz, melyeket akár élő szóval, akár levél útján tanultak, valamint ezeket átadták utódaiknak, hogy azt megőrizzék, kifejtsék és védelmezzék. A Szenthagyományban lévő tanítások nem lettek egységes könyvbe foglalva, hanem – bizonyos kritériumok alapján – különböző írásos forrásokból ismerhető meg. Ilyen források a hitvallások, zsinati szövegek, liturgikus könyvek, imádságok, az egyházatyák írásai és igehirdetései, stb. 
A katolikus tanítás szerint sem a Szentírás, sem a Szenthagyomány nem abszolút elégséges vagy abszolút világos önmagában, egyik sem választható el a másiktól, és mindegyik rászorul a tanító egyház magyarázatára, amelynek szintén a hitletétemény alapján kell állnia. Tehát a katolikus egyház „a kinyilatkoztatottakra vonatkozó bizonyosságát nem egyedül a Szentírásból meríti… A Szent Hagyomány és a Szentírás Isten szavának az Egyházra bízott egyetlen szent letéteménye”, amelyet hitelesen csak az Egyház élő Tanítóhivatala magyarázhat, amely tekintélyét Jézus nevében gyakorolja.
A tradicionalizmus történelmi és politikai szakkifejezés, amely hagyományhűségként fordítható le magyarra. A katolikus egyházban (v. ö. hagyományhű katolikusság) tradicionalistáknak nevezik azokat a személyeket és csoportokat, amelyek az egyház hagyományos tanításának elkötelezett hívei, a modernizmus minden formájának elutasítói. Közös bennük a liberális demokrácia és a vallásszabadság téves értelmezésének elutasítása. A II. vatikáni zsinatot egyes csoportjai szabadkőműves összeesküvésnek tekintik, határozatait nem tartják kötelező érvényűnek. Erősen pártolják az ún. tridenti mise elterjedését. Legismertebb képviselőjük az Egyház hagyományos tanítását rendíthetetlenül védelmező Marcel Lefebvre érsek, és az ő nyomdokain haladó Szent X. Piusz Papi Testvériség. Magyarországon Molnár Tamás bölcselő tekinthető a legmagasabb színvonalú tradicionalista filozófusnak.
Az egyházi tanítóhivatalon az a Krisztus által alapított tanítási funkció értendő, amely a római pápával hierarchikus közösségben álló püspökök kollégiuma vagy az egyes püspökök sajátja.

### Szentségek

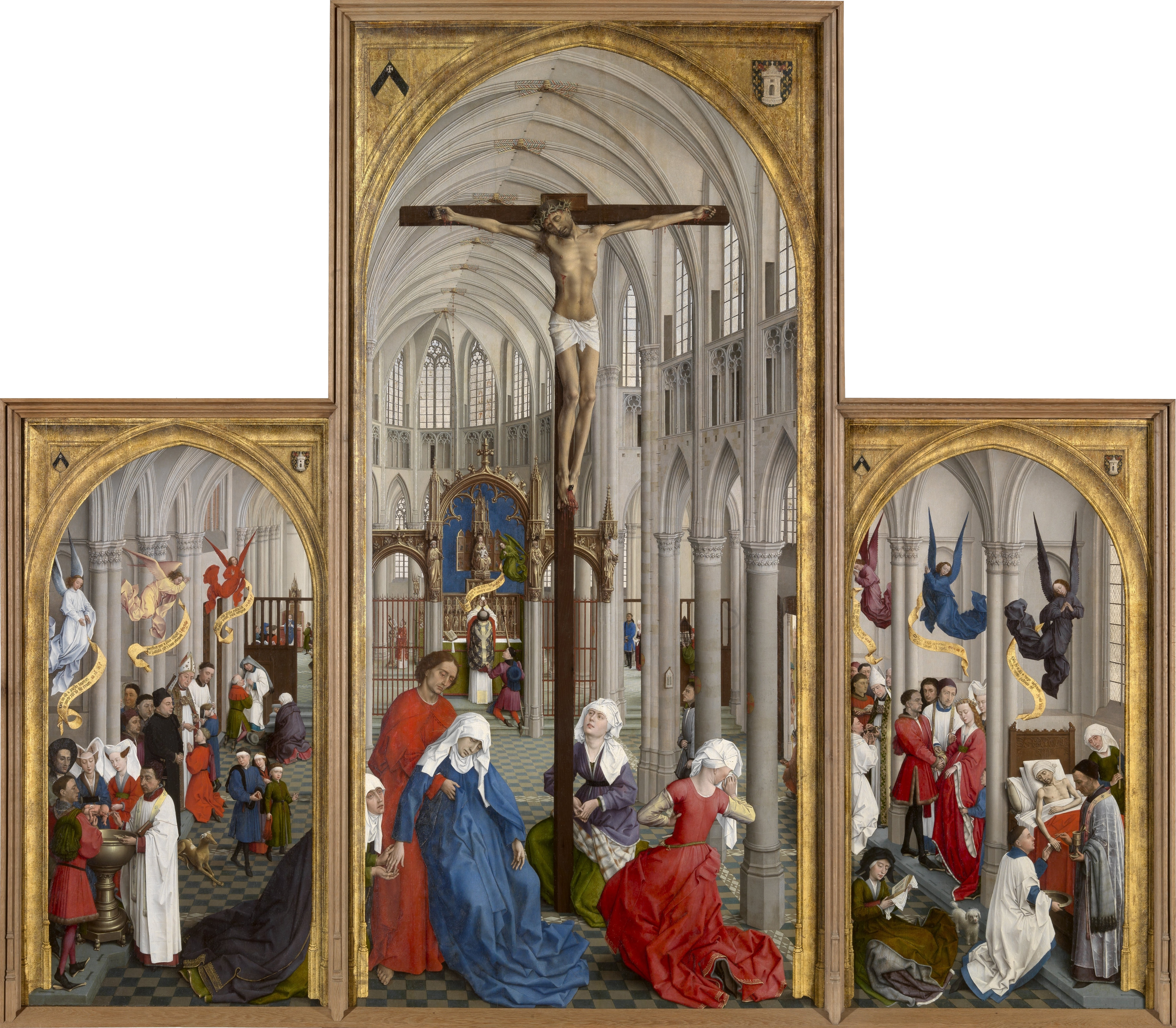
A hét szentség, Rogier van der Weyden oltárképe (1448 körül)

A katolikus egyházban hét szentség van, amelyeket hite szerint Jézus alapított, és amelyek kiszolgáltatását ő az Egyházra bízta. Ez a hét szentség a következő: 
1. keresztség;
2. bérmálás;
3. oltáriszentség (eucharisztia);
4. bűnbánat szentsége (gyónás);
5. betegek kenete;
6. egyházi rend;
7. házasság.

A szentségek Isten kegyelmének hatékony jelei és közvetítői, amelyek vétele által a hívő az isteni életben részesedik. A szentségekben maga Krisztus működik, ezért a szentség ex opere operato ("magából a tényből fakadóan, hogy a cselekmény megtörtént"), nem a szentséget kiszolgáltató vagy azt befogadó ember igazságából, hanem Isten erejéből valósul meg, a kiszolgáltató személyes szentségétől is függetlenül. A szentség gyümölcsei (mint a megszentelő és a szentségi kegyelem, valamint az isteni és az erkölcsi erények növekedése) azonban függenek a befogadó fölkészültségétől is. A katolikus egyház azt tanítja, hogy az Újszövetség szentségei a hívők számára szükségesek az üdvösséghez (még ha nincs is minden embernek mindegyikre szüksége), a szentségek gyümölcseit azonban meghozhatja a rájuk irányuló kifejezett, vagy leküzdhetetlen nem-ismeret esetén a feltételezhető, implicit szándék vagy vágy is. Halálos bűnben nem járulhat a hívő a bérmáláshoz, a betegek kenetéhez, az egyházi rendhez, a házassághoz, és különösen az Eucharisztiához. Ha mégis megteszi, akkor szentségtörést követ el.

### Az Atya, a teremtés, az áteredő bűn és a keresztség
Az Niceai és más ókori zsinatok hitvallásai alapján a katolicizmus vallja, hogy egyetlen Isten van, akiben három egyenlő és egylényegű, de megkülönböztetett személy (hüposztaszisz) van: az Atya, a Fiú és a Szentlélek. Ez a misztérium az egész kereszténység hitének központja és megkülönböztető jegye is. Ez az Isten „minden láthatónak és láthatatlannak Teremtője”. Az egyház úgy tekint Istenre mint aki egy szerető és gondoskodó abszolútum, aki személyesen és közvetlenül működik a világban és az emberek életében, hogy őket az önmagában végtelenül tökéletes és boldog életének részesévé tegye. A teremtés végső célja az, hogy Isten, „aki mindenek Alkotója, végül »minden legyen mindenben« (1Kor 15,28) azáltal, hogy egyszerre gondoskodik a maga dicsőségéről és a mi boldogságunkról”.
A megteremtett emberi személy – akit Isten a saját képmására alkotott meg – egyszerre testi és szellemi lény. Testével a látható, anyagi világban él, míg halhatatlan lelke szerint a láthatatlan, szellemi valóságnak is részese, és „ebbe a mély benső világba tér, amikor a szívébe fordul, ahol Isten várja őt”

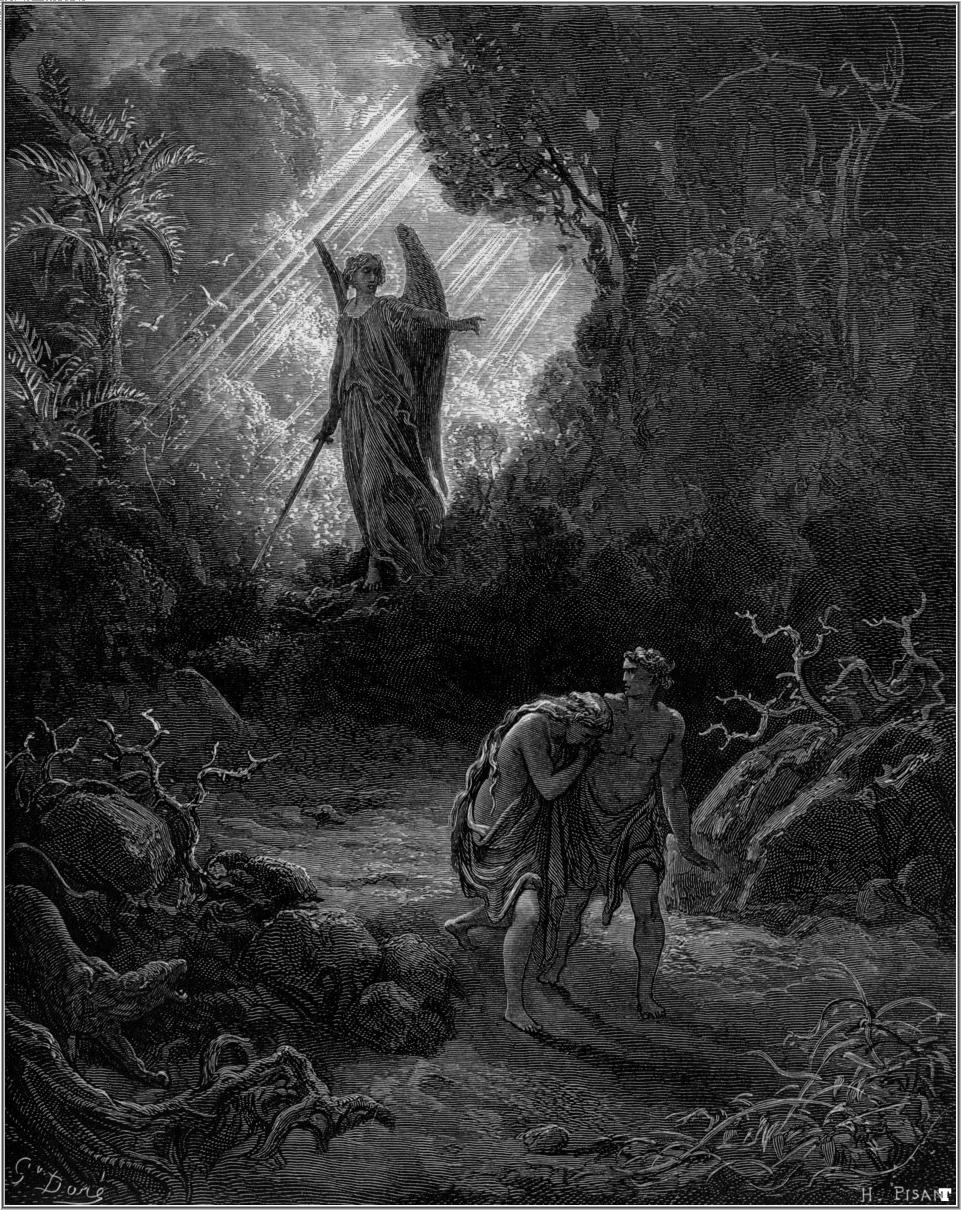
Ádám és Éva kiűzetése az Édenkertből. (Gustave Doré)

A szellemi világban személyes, halhatatlan, tiszta szellemi teremtmények élnek, az angyalok, akik Isten szolgái és hírnökei. Az angyalok közül egyikük elutasította Istent és az ő országát, ezt a bukott angyalt az egyház Sátánnak vagy Ördögnek nevezi. A többi ördögöt vagy démont is Isten természetük szerint jónak teremtette, de önmaguktól rosszak lettek. Céljuk az, hogy az embereket arra vegyék rá, hogy ne engedelmeskedjenek Istennek.
A Sátán volt az, aki az első embert is megkísértette, és rávette az első bűn elkövetésére és így elfordultak Istentől, amelynek következménye az lett, hogy belépett a szenvedés és a halál a világba. Ez a bűnös állapot eredendő bűnként minden emberre átszáll: „Amint tehát egy ember által lépett a világba a bűn, majd a bűn folyamányaként a halál, és így a halál minden ember osztályrésze lett, mert mindnyájan bűnbe estek” (Róm 5,12).
A katolikus katekizmus szerint a bűnbeesés története képes beszédet használ, de egy olyan „őseseményt ír le, mely az ember történelmének kezdetén játszódott le”, amelynek eredménye az lett, hogy az ember meg lett fosztva „az eredeti szentségtől és igazságtól,” valamint „természetes erői megsebesültek, tudatlanságnak, fájdalomnak és a halál uralmának vettetett alá és hajlik a bűnre”. 
Az Egyház vallja, hogy a keresztség szentsége „Krisztus kegyelmének életét ajándékozva” eltörli az áteredő bűnt, valamint minden személyes bűnt, és az embert ismét Isten felé fordítja, „de a meggyöngült és rosszra hajló természetet sújtó következmények megmaradnak az emberben, és lelki harcra hívják”. A keresztséget csak egyszer lehet felvenni, és általa az emberi személy – Krisztus testébe épülve – teljes tagjává válik az Egyháznak, és részesévé válik a hívők általános papságának is.

### Jézus, bűn és bűnbocsánat
A keresztények hiszik, hogy Jézus az ószövetségi próféciákban megjövendölt Messiás. Az I. konstantinápolyi zsinaton kimondták, hogy ő „Isten egyszülött Fia”, aki „az Atyával egylényegű, és minden általa lett”. Az Egyház tanítja, hogy Isten – az emberiség üdvözítéséért – leszállt a mennyből, és a Szentlélek erejéből egy szűz leány, Mária méhében emberré lett, vagyis Jézus emberi alakjában „az Ige testté lett” (Jn 1,14).; ez a megtestesülés pillanata. Jézus földi küldetése során kinyilatkoztatta Isten szavait és akaratát, valamint példát adott, hogy az emberek kövessék őt. Ezeket az eseményeket és szavakat a négy evangélium örökítette meg. A katolicizmus tanítja, hogy Jézus példájának követése készíti elő a hívőt a szeretetben való egyesülésre Istennel, s hogy ezáltal növekedik a hitben, az igaz szeretetben, a szabadságban és az élet teljességében.
Aquinói Szent Tamás szerint a bűn „elfordulás Istentől, és odafordulás a teremtett világ javaihoz”. A bűn tehát nem csupán erkölcstelen cselekedet (törvényszegés), hanem főként az Istentől és szeretetétől való elidegenedés állapota. Az Egyház tanítása szerint Jézus Krisztus áldozata, azaz szenvedése és kereszthalála minden embernek megváltást hozott, azaz mindenkinek lehetősége van a bűnbocsánatra, a bűnös állapotból való megszabadulásra, ami által újra kiengesztelődhet és közösségbe léphet Istennel. Jézus feltámadása pedig nem csak megerősítése istenségének és mindannak, amit tett és tanított, hanem megnyitotta vele az utat az emberek számára a megigazulásra, az örökkévaló boldogságra, az Istennel való természetfeletti életre, amelyeket az áteredő bűnnel elvesztett az emberiség. Így Krisztus legyőzve a halált, megváltotta és új teremtménnyé formálta át az embert (vö. Gal 6,15; 2Kor 5,17), aki a keresztség által egy testben titokzatos és valóságos módon egyesülhet a szenvedett és megdicsőült Krisztussal (vö. 1Kor 12,13; Róm 6,4–5). Az Eucharisztiában pedig valóságosan részesedvén az Úr testéből fölemeltetik a vele és az egymással való kommunióra. "Mivel egy kenyér, egy test vagyunk mi mindnyájan, akik egy kenyérből részesülünk." (1Kor 10,17; vö. 12,27)
A keresztség után elkövetett bűn szemben áll Jézus követésével, gyengíti az ember Istenhez való hasonlóságát, és lelkét elfordítja szeretetétől. A kegyelmi kapcsolatot megszakító halálos bűn sokszor a kisebb súlyú bocsánatos bűnökből ered. Ezek orvoslására az Egyház a bűnbánat szentségével él, amely segítségével a bűnbánó hívő újból kiengesztelődhet Istennel és egyszersmind kibékülhet a megtérésükben közreműködő Egyházzal. A katolikus egyház vallja, hogy a kiengesztelődés ezen szolgálatát Jézus az apostolokra bízta (2Kor 5,18), és így „a püspököknek és a papoknak az egyházi rend szentségének erejéből hatalmuk van minden bűnt megbocsátani „az Atya és a Fiú és a Szentlélek nevében””. A bűnbánat szentségének feltétele, hogy a hívő őszintén megvallja bűneit (vö. 1Jn 1,9), azaz meggyónjon egy pap vagy püspök előtt, aki némi tanáccsal ellátva penitenciát (vezeklési feladatot: imát, jócselekedetet, stb.) ad, majd Isten nevében feloldozza a bűnbánót. A papot – kiközösítés terhe mellett – gyónási titoktartás kötelezi.

### Szentlélek és bérmálás

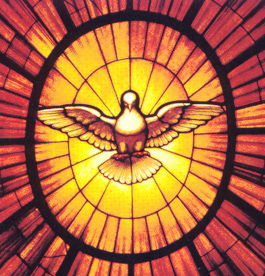
A Szentlélek galambja. Üvegfestmény a Szent Péter Bazilikában (Giovanni Lorenzo Bernini)

Jézus azt mondta apostolainak, hogy halála és feltámadása után elküldi nekik a „Vigasztalót”, az „Igazság Lelkét”, azaz a „Szentlelket”, „aki az Atyától származik”, és aki „megtanít benneteket mindenre”, és „majd elvezet benneteket a teljes igazságra”. A Szentlélek az Egyház tanítása szerint a Szentháromság harmadik személye, és ez a Szentlélek árad ki a hívőre, amikor felveszi a bérmálás szentségét. Ez a kiáradás a keresztségi kegyelem növekedését eredményezi, föléleszti a lélekben a Szentlélek ajándékait (bölcsesség, értelem, jótanács, lelki erősség, tudomány, jámborság és istenfélelem); így különleges erőt ad, amely segíti a hívőket, hogy Isten akaratát véghez vigyék, és megerősíti és szorosabban kötelezi őket, hogy szóban és tettben Krisztus tanúi legyenek, és a hitet terjesszék és védelmezzék. 

A bérmálás szentségét olykor a „keresztény nagykorúság szentségének” is nevezik, mert csak az a megkeresztelt hívő veheti fel – és köteles is felvenni –, aki meg van keresztelve, eljutott értelmének használatára, és megfelelő előkészület után vállalja a keresztény élet apostoli kötelezettségeit. A bérmáláshoz – miként a keresztséghez is – a jelölteknek bérmaapától vagy bérmaanyától kell lelki segítséget kérniük. E két szentség egységének hangsúlyozására ajánlott, hogy a keresztszülő legyen a bérmaszülő is. A bérmálást csak püspök szolgáltathatja ki, azonban szükség esetén egy általa felhatalmazott, halálveszély esetén pedig bármely pap is elvégezheti a szertartást. A bérmálás lényegi mozzanata a következő: a püspök a Szentlélek kiáradását kérő ima után – kézrátétel közben – a bérmálandó homlokát a Nagycsütörtökön megszentelt krizmával megkeni a következő szavak kíséretében: „Accipe signaculum doni Spiritus Sancti”, vagyis: „Vedd a Szentlélek ajándékának jelét”.

### Társadalmi szolgálat és a betegek kenete
„Az idők folyamán és az Egyház fokozatos elterjedésével szeretetszolgálatát, a karitászt a szentség kiszolgáltatásával és az Ige hirdetésével együtt lényeges összetevőjének tekintették: a szeretet gyakorlása az özvegyek és árvák, a rabok, a betegek és mindenféle szükséget szenvedők iránt éppúgy a lényegéhez tartozik, mint a szentségek szolgálata és az evangélium hirdetése.” A Katolikus Egyház ennek megfelelően számos szociális és karitatív intézményt és szerveződést működtet az egész világon, de híveitől külön, egyénenként is elvárja, hogy gyakorolják az irgalmasság testi és lelki cselekedeteit, valamint „mindenkinek a maga helyén és a maga feladatkörében részt kell vennie a közjó előmozdításában.” Az Egyház karitatív és humanitárius szervezeteit – az egyházmegyei, nemzeti és nemzetközi Karitásztól kezdve a Szahel-övezetért létrehozott II. János Pál Alapítványig – a „Cor Unum” Pápai Tanács hangolja össze, segíti az önkéntes segítségnyújtás lehetőségeit, elossza a nélkülöző népek megsegítésére és a természeti katasztrófák enyhítésére szánt segélyeket, valamint a pápának juttatott – átlagosan évi 60 millió dollár értékű – karitatív célú pénzadományokat (Péter-fillérek). A Katolikus Egyház világszerte 5900 kórházat, 16700 orvosi rendelőt, 700 lepratelepet, 12600 öregek otthonát, 19500 árvaházat, 11500 családsegítő központot, 11600 fogyatékosokat segítő iskolát, és 44500 egyéb karitatív intézményt tart fenn. A Katolikus Egyház szociális tanítása alapján arra is törekszik, hogy előmozdítsa az igazságosság és béke ügyét a világban. Az Igazságosság és Béke Pápai Tanácsa által gyűjti az igazságosságra és békére, a népek fejlődésére, valamint az emberi jogok megsértésére vonatkozó értesüléseket és információkat, felszólal ellenük – pl. a pápa a békevilágnapi üzeneteiben – és együttműködik olyan nem kizárólag egyházhoz kötődő csoportokkal és szervezetekkel, amelyek célja szintén ezen jogok érvényesülése.
„Az Egyház, mert parancsot kapott az Úrtól a betegek gyógyítására, kötelességének érzi a betegek gondozását és az értük való közbenjáró imádságot. Mindenekelőtt birtokában van a betegek javára szolgáló szentség, melyet maga Krisztus alapított és Szent Jakab tanúskodik róla” (Jak 5,14–15; vö. Mk 6,13). A Katolikus Egyház ezért, hogy megerősítse a súlyos betegség által megpróbáltakat, a betegek kenetének sajátos szentségi szertartását nyújtja számukra, ami a hét szentség egyike. 
A leszűkített értelmű utolsó kenetként is ismert szertartást a középkortól kezdődően egyre inkább csak a haldoklóknak szolgáltatták ki, de az új rendelkezések rámutatnak, hogy fölvételére már az az időszak is biztosan alkalmas, amikor a hívő élete betegség vagy öregség miatt kezd veszélybe kerülni. A betegek kenetét kizárólag papok adhatják fel, mely során egy szentségi ima kíséretében a lehetőleg püspök által megáldott olajjal megkenik a beteg homlokát és mind a két kezét. A szentségi hatása, hogy általa a Szentlélek növeli a megszentelő kegyelmet, lelki gyógyulást, békességet és benső megnyugvást ad a szenvedések elviseléséhez, sőt a testi egészséget is visszaadhatja, ha az a lélek üdvösségére szolgál. A betegek kenete eltörli a bűn maradványait és az ideiglenes büntetéseket is. A szertartást gyónás előzheti meg, és szentáldozás követheti.
A katolikus egyházközségek feladata a hívek részére a születésekről, keresztelésekről, házasságkötésekről, illetve halálesetekről anyakönyv vezetése.

### Az utolsó ítélet és a túlvilág

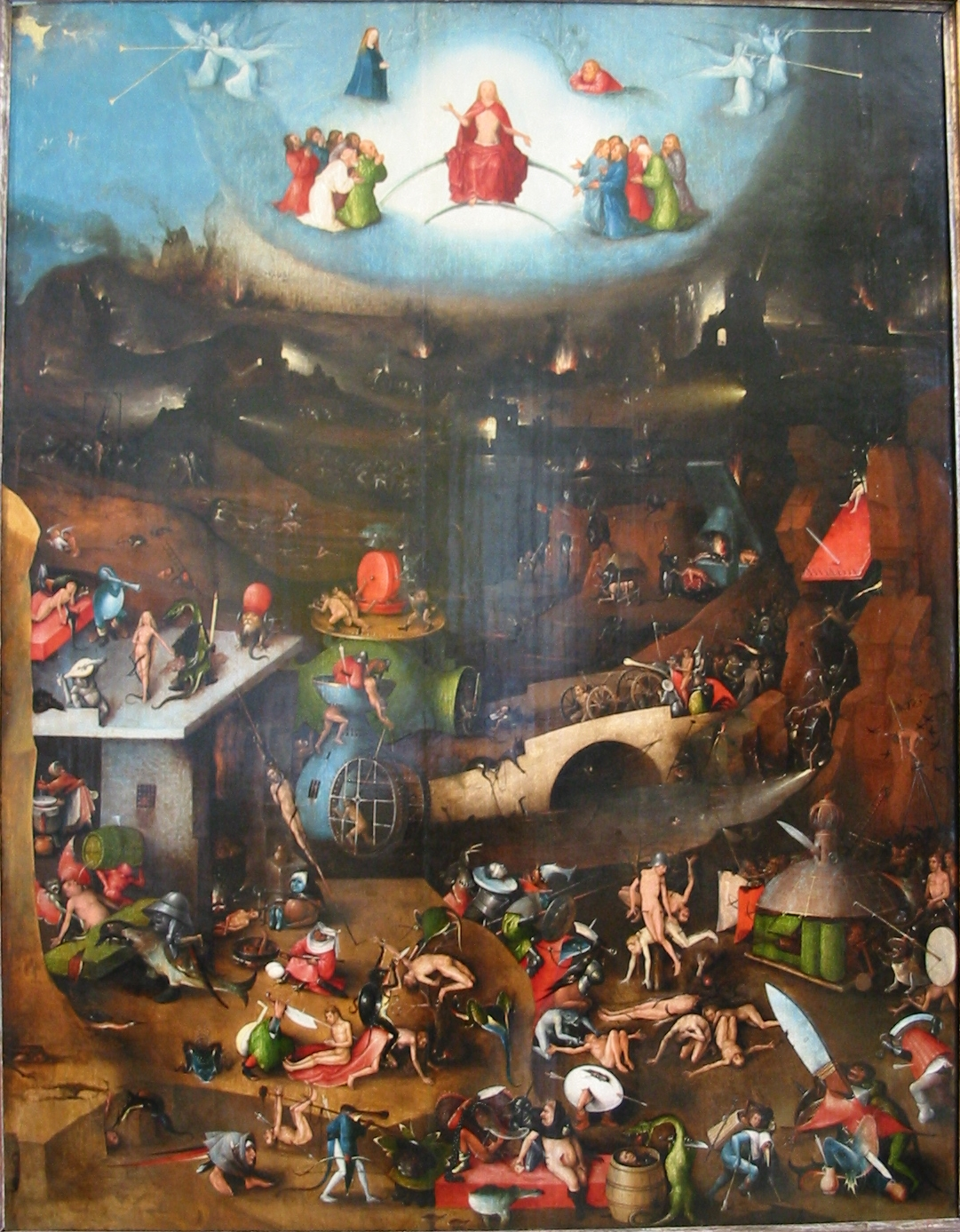
Hieronymus Bosch: Az utolsó ítélet

Az Egyház azt tanítja, hogy az embernek meg kell halnia, ami után következik az ítélet, azaz közvetlenül a halál után minden ember lelke találkozik Istennel, amikor is Jézus Krisztus mindenkit külön-külön megítél és végérvényesen dönt az egyén sorsáról: vagy az örök kárhozatra jut, vagy az örök boldogságba, vagy pedig az átmeneti tisztítóhely re. Ezt az ítéletet nevezik különítéletnek. A katolikus tanítás szerint az ún. utolsó napon, vagy az ítélet napján Jézus újra eljön dicsőségesen, feltámasztja a halottakat és egy egyetemes ítéletet tart, ahol az egész emberiség előtt mond ítéletet minden emberről, minden cselekedetről, korról, nemzetről, eszméről, jókról és rosszakról egyaránt. Ez az utolsó ítélet a keresztény élet győzelme és diadalmas megnyilvánulása. Ekkor véget ér az emberi történelem, a világ jelenlegi formája átalakul, és megkezdődik egy új ég és új föld időtlen története, amelyet Isten fog kormányozni igazságban és örökös boldogságban.
A katolikus tanítás szerint a túlvilágon háromféle állapot van. A menny vagy mennyország, azaz az üdvösség az Istennel való dicsőséges egyesülés és egy örökké tartó elmondhatatlanul boldog élet. A tisztítóhely (purgatórium) egy átmeneti állapot, ahol azok a lelkek tisztulnak, akik Isten kegyelmében és barátságában halnak meg, azaz üdvözültek, de még nem tökéletesen tiszták, hogy egyből a mennybe mehessenek. Ez a hely a vezeklés és a bűntől való teljes megtisztulás helye, hogy elnyerjék azt a szentséget, amelyre szükségük van, hogy a mennyország örömébe beléphessenek.

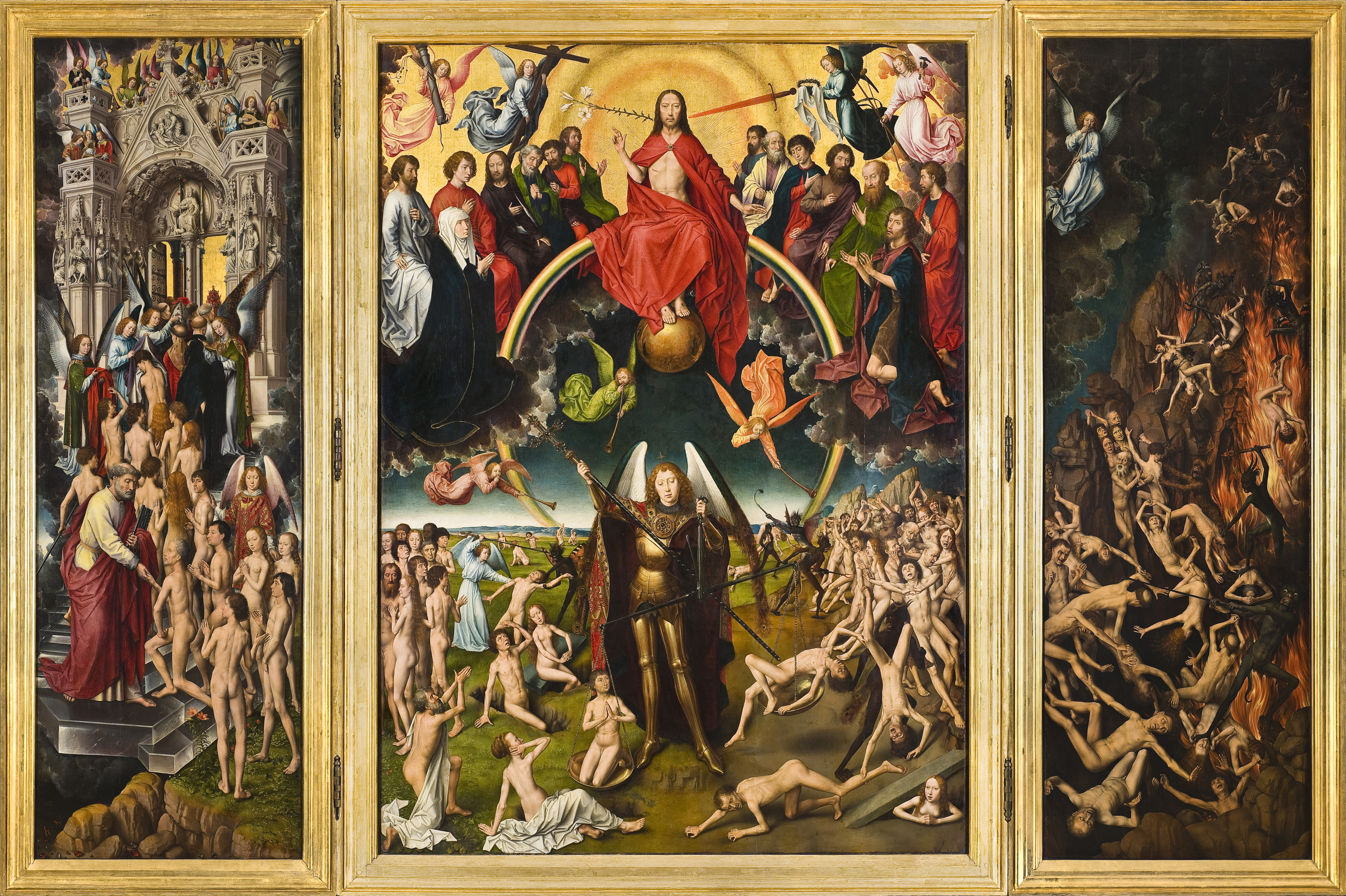
Hans Memling: Az utolsó ítélet (Nemzeti Múzeum, Gdanszk)

Végül a pokol, azaz a kárhozat az Istentől való teljes és végleges elszakadás, az emberi élet üressége, az „örök tűz” és szenvedés. Ide azok kerülnek, akik Istent elutasítva olyan halálos bűnben halnak meg, amit nem bántak meg. „Isten senkit nem rendel eleve arra, hogy a pokolba jusson”, mert „csak akkor egyesülhetünk Istennel, ha szabadon választjuk azt, hogy szeretjük Őt.” Istent pedig nem szeretheti az, aki ellene, a felebarátja vagy önmaga ellen súlyosan vétkezik: "Aki nem szeret, az a halálban marad.”

## Az Egyház természete és az ökumenizmus

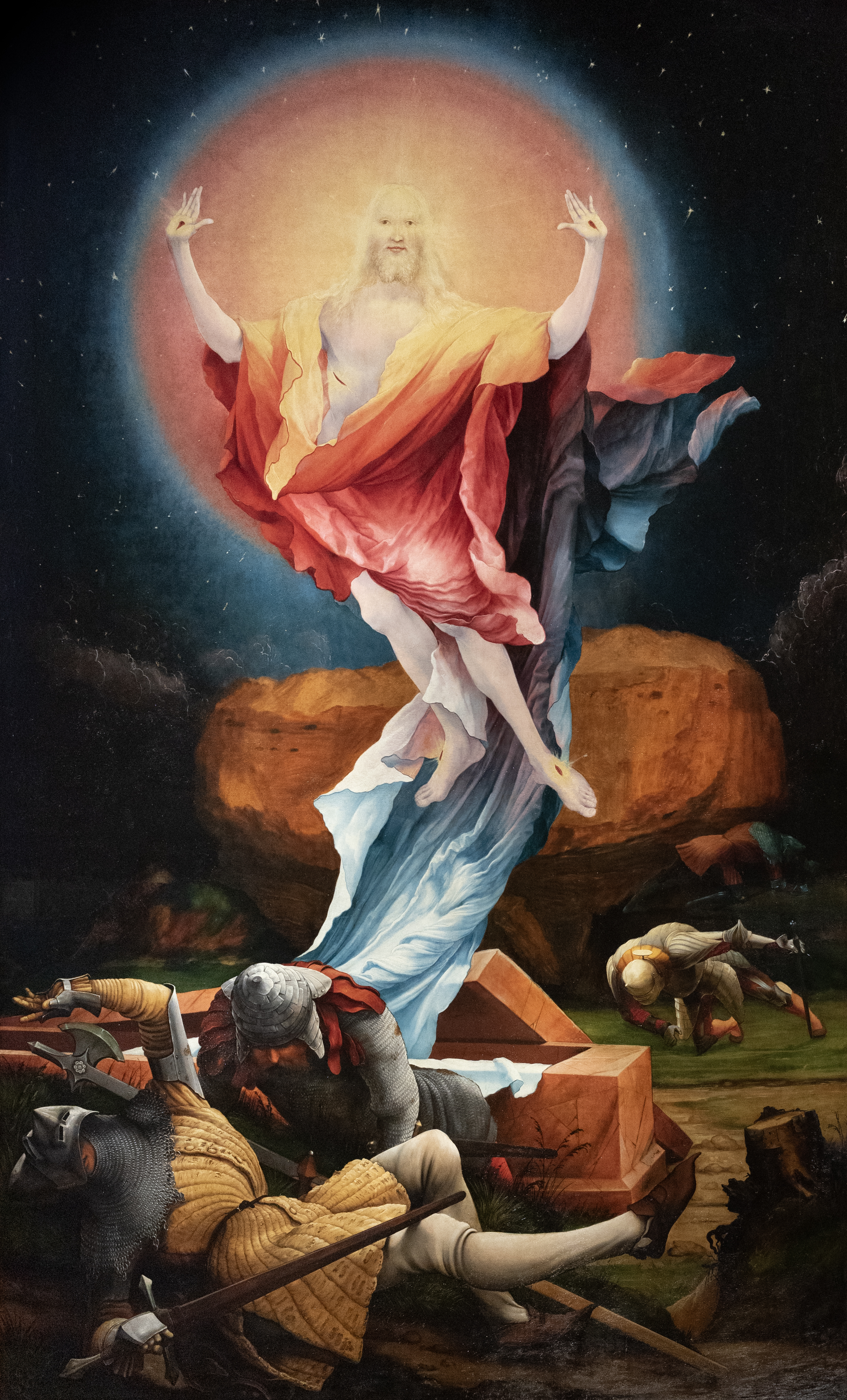
Matthias Grünewald: Jézus Krisztus feltámadása Isenheimi oltár

A katolikus hit szerint az Egyház működése Jézus földi jelenlétének misztikus folytatása. A katolikusok az „Egyház” kifejezés alatt Isten népét értik, „akik – mert Krisztus teste táplálja őket – Krisztus testévé válnak”, amelynek feje maga Krisztus. Így „az Egyház egyszerre látható és lelki, hierarchikus társaság és Krisztus titokzatos teste. Egyetlen, emberi és isteni elemből formált valóság.” A katolikus tanítás úgy tartja, hogy ugyanaz az Egyház van jelen egyidejűleg a földön (küzdő Egyház), a tisztítóhelyen (szenvedő Egyház) és a mennyben (győzedelmes Egyház); azaz pl. Mária, valamint az összes többi szent élő része az élő Egyháznak. Az Egyháznak ez a földi és égi egysége a „szentek közössége” A II. vatikáni zsinat Egyházról szóló konstitúciója, a Lumen gentium, valamint az ökumenizmusról szóló dekrétuma, az Unitatis redintegratio leszögezte, hogy „a földön vándorló Egyház szükséges az üdvösséghez, mert egyedül Krisztus a közvetítő és az üdvösség útja, aki az Ő testében, ami az Egyház, jelenik meg számunkra”, s hogy „az üdvösség eszközeit hiánytalanul... csak Krisztus katolikus Egyházában” érhetjük el. Krisztusnak csak „egyetlen Egyháza van, mely a Péter utóda és a vele közösségben lévő püspökök által kormányzott katolikus Egyházban létezik”, de Krisztus egyháza a Katolikus Egyházzal teljes közösségben még nem lévő egyházakban és egyházi közösségekben is jelen van és tevékenykedik a megszentelés és igazság bennük megtalálható elemei miatt, melyeknek hatékonysága a kegyelemnek és igazságnak abból a teljességéből ered, amely a Katolikus Egyházra van bízva.

### Kommunió
A II. Vatikáni zsinat egyházképének lényege a kommunió (communio, vagyis „közösség”). E kulcsfogalom jelentésrétegei nyolc pontban foglalhatóak össze:
- Kommunió A zsinati szóhasználatban a kommunió elsősorban a Szentháromsággal való közösséget, egyesülést jelöli. Az Atya isteni életében részesít Krisztus által, akihez a Szentlélek tesz hasonlóvá bennünket. A kommunió „részesedést” (görög koinonía) jelent abban az értelemben, hogy részesedünk az üdvösség javaiban: azaz Isten igéjében, a megigazult életben és a szentségekben, különösen az Eucharisztiában (Oltáriszentségben).
- Az Eucharisztia vétele és a Szentlélek építik fel „Krisztus testét”, létrehozva az összes hívő közösségét, a communio fideliumot.
- A kommunió látható gondozója a helyi, eucharisztikus közösségben a püspök, akinek vezetésével történik az Eucharisztia ünneplése. A püspök ugyanakkor a részegyházat (püspökséget) belekapcsolja az egyetemes Egyház közösségébe azon oknál fogva, hogy ő maga a felszentelésével részévé válik a püspöki kollégiumnak (püspöki kar). Így hivatalát csak a püspöki kollégium fejével, a pápával és a kollégium többi tagjával való hierarchikus kommunióban gyakorolhatja. A pap hasonló módon, csak püspökével és a püspöki kar többi tagjával egységben, hierarchikus kommunióban (communio hierarchica) végezheti szolgálatát.
- Az előbbihez hasonló értelemben az egyetemes egyház (ecclesia universalis) és a részegyházak (ecclesiae particulares) viszonyára is alkalmazható a kommunió fogalma.
- A „szentek közössége” (communio sanctorum) nemcsak a földön élő hívőket, hanem a „mennyei Egyházzal” való közösséget is magában foglalja.
- Ökumenizmus. A katolikus Egyháznak a nem katolikus keresztényekkel, egyházakkal és egyházi közösségekkel való kapcsolatában a kommunió különböző fokozatai valósulnak meg. Az ökumenikus párbeszéd végső célja a teljes és látható communio eucharistica.
- Az Egyház – amennyiben a „Szentháromság Egy Istennel” történő bensőséges egyesülésnek a szentsége az üdvösség javaiból való közös részesedés által az Egyház tagjai között sajátos kommuniót hoz létre – a népek és minden ember egysége, kommuniója számára „jel és eszköz”.

### Ökumenizmus
Az ökumenizmusról szóló Unitatis redintegratio kezdetű dekrétum az egyházak vagy az egyetlen egyház kérdésében más dokumentumokkal összhangban rendkívül következetes, amikor kijelenti, hogy az üdvösség eszközei hiánytalanul a katolikus egyházban állnak fenn. Annak pontosítására, hogy a megszentelésnek és az igazságnak a katolicizmuson kívül is megtalálható sok eleme miképpen kapcsolódik magához az egyetlen egyházhoz, a Hittani Kongregáció Dominus Iesus kezdetű nyilatkozata válaszolt 2000-ben.
Bár a Katolikus Egyház nem tagja a legnagyobb ökumenikus szervezetnek, az Egyházak Ökumenikus Tanácsának, egy konzultatív szervezeten keresztül részt vesz annak teológiai munkájában, és azon igyekszik, hogy előmozdítsa a látható egység keresését és a közös tanúságtételt. 
A keresztények közötti egység helyreállításának előmozdítása a második vatikáni zsinatnak is egyik fő célja volt, mert a keresztények közötti megosztottság "kétségkívül ellentmond Krisztus akaratának, botránkoztatja a világot és károsítja a legszentebb ügyet, az evangélium hirdetését minden ember számára." A keresztények egyesülésének végső célja a katolikusok szerint, hogy azok „akik valamikor sajnálatos módon elszakadtak, Krisztus egy és igaz Egyházába visszatérjenek”, hogy ennek az Egyháznak az egységében összebéküljenek A katolikusok ugyanis vallják, hogy az egység „a katolikus Egyházban elveszíthetetlenül létezik”. Azonban, hogy az összes keresztények egyek legyenek, melynek gondja az egész Egyházra, mind a hívekre, mind a pásztorokra tartozik, szükség van „az Egyház állandó megújulására”, „a szív megtérésére”, „a közös imádságra”, „egymás testvéri megismerésére”, „a hívek és különösen a papok ökumenikus képzésére”, „a teológusok közti párbeszédre” és „a keresztények közötti együttműködésre az emberek szolgálatának különféle területein.” A II. vatikáni zsinat emellett figyelmeztette a híveket, hogy „tartózkodjanak minden olyan könnyelmű és oktalan buzgólkodástól, mely akadályozhatja az egység igazi kibontakozását; ökumenikus tevékenységük teljesen és őszintén katolikus legyen, azaz hűséges az apostoloktól és az atyáktól kapott igazsághoz, és megegyező a hittel, melyet a katolikus Egyház mindenkor vallott, ugyanakkor arra a teljességre törjön, amelyre az Úr az idők folyamán testét, az Egyházat el akarja juttatni”.

## Története
- A hagyományok szerint az első közösség/gyülekezet, a Krisztus-követők egyházának magva, az első pünkösd napján, Jeruzsálemben alakult meg, mikor a gyülekezetre leszállt a Szentlélek.
- Pál apostol és misszionárius társai az 1. század első felében misszióútra indultak a Földközi-tenger keleti térségében.
- 313-ban I. Constantinus császár a Római Birodalomban elsőként tette hivatalosan engedélyezett vallássá a kereszténységet.
- Nagy Theodosius császár (391) kizárólagos államvallássá emelte a kereszténységet.
- 1054 A nagy egyházszakadás kelet és nyugat között
- 1215-ben III. Ince pápa lateráni közzsinatán bizonyította, hogy Európa urának tekintheti magát
- A 16. századtól a reformáció révén a nyugati egyház protestáns és katolikus felekezetekre szakadt
- A 17. századtól a felvilágosodás gyengíti tovább a katolikus egyház hatalmát és világi pozícióját
- A 19. században az I. vatikáni zsinat dogmaként mondja ki a pápai tévedhetetlenséget
- A világ felé való nyitás csak a 20. században következik el a XXIII. János pápa által összehívott II. vatikáni zsinattal.

## Kritika
Hosszú története során a katolikus egyházat főleg a Jézus tanításával ellentétes eljárásai, kultusza, hiedelmei, erőszakossága, a hatalommal való visszaélései és bibliaellenes gyakorlatai miatt bírálták.
A kritikák körébe beletartozik:
- a szentírás különböző értelmezései (→ pl. az egyetlen igaz egyház, purgatórium stb.),
- az egyházi tanítóhivatal diktatórikus felsőbbrendűsége (a tagok önállóan nem értelmezhetik a Bibliát),
- a „szent hagyomány” ugyanolyan értékű, mint a szentírás,
- a Mária-kultusz (→ kritika),
- a szentek és ereklyéik tisztelete (számos népszerű katolikus szentről derült ki, hogy nagy valószínűséggel nem is létezett),[151]
- az egyházi kultusz és gyakorlatok, amelyek nem az Újszövetség és Jézus útmutatásaira épültek fel,
- az egyházi és pápai tévedhetetlenség és tekintélyelvűség,
- az agresszív hittérítés,
- az elvilágiasodás és képmutatás,
- a politikában való részvétel,
- a papi erkölcstelenség és lazaság, a klérus szexuális és pedofil visszaélései,
- vallási intolerancia és erőszak (kiátkozások, keresztes hadjáratok, „szent inkvizíció”, vallásháborúk)
- a cenzúra (index librorum prohibitorum)
- a tudományellenesség (pl. Galilei-per, vagy XVI. Gergely pápa a vasutat a Sátán útjának tartja [152])
- a pompa, a gazdagság és a hatalom (Jézus tanításával szemben),
- a korrupció stb.,

amelyek hozzájárultak a keleti ortodoxok, a protestáns mozgalom vagy más katolikus csoportok (pl. janzenisták, ókatolikusok) szakadásához és a hívőknek az egyházból való kiábrándulásához.